# アール・エフ・ラジオ日本番組一覧
アール・エフ・ラジオ日本番組一覧（アール・エフ・ラジオにっぽんばんぐみいちらん）はアール・エフ・ラジオ日本で現在放送されている、もしくは過去に放送された番組の一覧である。
凡例：〔スポンサー・主な内容〕【パーソナリティ】＜制作局＞

## 現在放送中の番組
| 生放送番組 | 同時ネット送信番組 |

### 月 - 金
| 時                                                      | 月曜日 | 火曜日 | 水曜日 | 木曜日 | 金曜日                                                              |
| 5                                                       | 5:00 ラジオ日本ニュース | 5:00 ラジオ日本ニュース                                                                                            | 5:00 ラジオ日本ニュース                                                                                            | 5:00 ラジオ日本ニュース                                                                                            | 5:00 ラジオ日本ニュース                                             |
| 5                                                       | 5:10 今旬!インフォメーション〔日本生薬漢方〕 | 5:10 good day | 5:10 まいどあり〜。                                                                                                | 5:10 健康生活インフォメーション〔日本生薬漢方〕                                                                    | 5:10 ピックアップラジオショッピング                                 |
| 5                                                       | 5:25 ラジオ日本パワーチューン | 5:25 今月の推薦曲                                                                                                  | 5:25 ラジオ日本パワーチューン                                                                                      | 5:25 今月の推薦曲                                                                                                  | 5:25 ラジオ日本パワーチューン                                       |
| 5                                                       | 5:30 えんか侍【（月）北川裕二、（火）北川大介、（水）三山ひろし、（木）中村唯人、（金）パク・ジュニョン】                                                                 | | | |                                                                     |
| 5                                                       | 5:55 ラジオ日本ニュース・天気予報 | | | |                                                                     |
| 6                                                       | 6:00 ウェイクアップミュージック【河村由美】 | 6:00 ウェイクアップミュージック【河村由美】                                                                        | 6:00 ウェイクアップミュージック【河村由美】                                                                        | 6:00 ウェイクアップミュージック【河村由美】                                                                        | 6:00 青木仁志のトップリーダーと語る「成功の技術」〔アチーブメント〕 |
| 6                                                       | 6:30 岩瀬惠子のスマートNEWS【岩瀬惠子】 | 6:30 岩瀬惠子のスマートNEWS【岩瀬惠子】                                                                            | 6:30 岩瀬惠子のスマートNEWS【岩瀬惠子】                                                                            | 6:30 町亞聖のスマートNEWS【町亞聖】                                                                                | 6:30 納得健康15分                                                   |
| 6                                                       | 6:30 岩瀬惠子のスマートNEWS【岩瀬惠子】 | 6:30 岩瀬惠子のスマートNEWS【岩瀬惠子】                                                                            | 6:30 岩瀬惠子のスマートNEWS【岩瀬惠子】                                                                            | 6:30 町亞聖のスマートNEWS【町亞聖】                                                                                | 6:45 Buy Now                                                        |
| 7                                                       | 6:30 岩瀬惠子のスマートNEWS【岩瀬惠子】 | 6:30 岩瀬惠子のスマートNEWS【岩瀬惠子】                                                                            | 6:30 岩瀬惠子のスマートNEWS【岩瀬惠子】                                                                            | 6:30 町亞聖のスマートNEWS【町亞聖】                                                                                | 7:00 Listen to to too!【河村由美】                                  |
| 8                                                       | 6:30 岩瀬惠子のスマートNEWS【岩瀬惠子】 | 6:30 岩瀬惠子のスマートNEWS【岩瀬惠子】                                                                            | 6:30 岩瀬惠子のスマートNEWS【岩瀬惠子】                                                                            | 6:30 町亞聖のスマートNEWS【町亞聖】                                                                                | 7:00 Listen to to too!【河村由美】                                  |
| 8:50 望月理恵のエンタメカフェ〔日本テレビ〕【望月理恵】 | | | | |                                                                     |
| 09                                                      | 9:00 SWEET!!【（月、火）吉村民、（水、木）棚橋麻衣】 | 9:00 SWEET!!【（月、火）吉村民、（水、木）棚橋麻衣】                                                               | 9:00 SWEET!!【（月、火）吉村民、（水、木）棚橋麻衣】                                                               | 9:00 SWEET!!【（月、火）吉村民、（水、木）棚橋麻衣】                                                               | 9:00 SWEET!! FridayEdition【瀬名葉月、三遊亭楽生】                  |
| 10                                                      | 9:00 SWEET!!【（月、火）吉村民、（水、木）棚橋麻衣】 | 9:00 SWEET!!【（月、火）吉村民、（水、木）棚橋麻衣】                                                               | 9:00 SWEET!!【（月、火）吉村民、（水、木）棚橋麻衣】                                                               | 9:00 SWEET!!【（月、火）吉村民、（水、木）棚橋麻衣】                                                               | 9:00 SWEET!! FridayEdition【瀬名葉月、三遊亭楽生】                  |
| 11                                                      | 9:00 SWEET!!【（月、火）吉村民、（水、木）棚橋麻衣】 | 9:00 SWEET!!【（月、火）吉村民、（水、木）棚橋麻衣】                                                               | 9:00 SWEET!!【（月、火）吉村民、（水、木）棚橋麻衣】                                                               | 9:00 SWEET!!【（月、火）吉村民、（水、木）棚橋麻衣】                                                               | 9:00 SWEET!! FridayEdition【瀬名葉月、三遊亭楽生】                  |
| 11:30 関澤邦正のリバーサイドTALK                        | 9:00 SWEET!!【（月、火）吉村民、（水、木）棚橋麻衣】 | 9:00 SWEET!!【（月、火）吉村民、（水、木）棚橋麻衣】                                                               | 9:00 SWEET!!【（月、火）吉村民、（水、木）棚橋麻衣】                                                               | 9:00 SWEET!!【（月、火）吉村民、（水、木）棚橋麻衣】                                                               |                                                                     |
| 11:55 ラジオ日本ニュース・天気予報                      | | | | |                                                                     |
| 12                                                      | 12:00 加藤裕介の横浜ポップJ 【加藤裕介 ／ パートナー （月）西村知美 （火）新田恵利 （水）浅香唯 （木）香坂みゆき】                                                        | 12:00 加藤裕介の横浜ポップJ 【加藤裕介 ／ パートナー （月）西村知美 （火）新田恵利 （水）浅香唯 （木）香坂みゆき】 | 12:00 加藤裕介の横浜ポップJ 【加藤裕介 ／ パートナー （月）西村知美 （火）新田恵利 （水）浅香唯 （木）香坂みゆき】 | 12:00 加藤裕介の横浜ポップJ 【加藤裕介 ／ パートナー （月）西村知美 （火）新田恵利 （水）浅香唯 （木）香坂みゆき】 | 12:00 Happy Voice! from YOKOHAMA【平松可奈子】                      |
| 13                                                      | 12:00 加藤裕介の横浜ポップJ 【加藤裕介 ／ パートナー （月）西村知美 （火）新田恵利 （水）浅香唯 （木）香坂みゆき】                                                        | 12:00 加藤裕介の横浜ポップJ 【加藤裕介 ／ パートナー （月）西村知美 （火）新田恵利 （水）浅香唯 （木）香坂みゆき】 | 12:00 加藤裕介の横浜ポップJ 【加藤裕介 ／ パートナー （月）西村知美 （火）新田恵利 （水）浅香唯 （木）香坂みゆき】 | 12:00 加藤裕介の横浜ポップJ 【加藤裕介 ／ パートナー （月）西村知美 （火）新田恵利 （水）浅香唯 （木）香坂みゆき】 | 12:00 Happy Voice! from YOKOHAMA【平松可奈子】                      |
| 14                                                      | 12:00 加藤裕介の横浜ポップJ 【加藤裕介 ／ パートナー （月）西村知美 （火）新田恵利 （水）浅香唯 （木）香坂みゆき】                                                        | 12:00 加藤裕介の横浜ポップJ 【加藤裕介 ／ パートナー （月）西村知美 （火）新田恵利 （水）浅香唯 （木）香坂みゆき】 | 12:00 加藤裕介の横浜ポップJ 【加藤裕介 ／ パートナー （月）西村知美 （火）新田恵利 （水）浅香唯 （木）香坂みゆき】 | 12:00 加藤裕介の横浜ポップJ 【加藤裕介 ／ パートナー （月）西村知美 （火）新田恵利 （水）浅香唯 （木）香坂みゆき】 | 12:00 Happy Voice! from YOKOHAMA【平松可奈子】                      |
| 15                                                      | 15:00 夏木ゆたかのホッと歌謡曲【夏木ゆたか】 | 15:00 夏木ゆたかのホッと歌謡曲【夏木ゆたか】                                                                       | 15:00 夏木ゆたかのホッと歌謡曲【夏木ゆたか】                                                                       | 15:00 夏木ゆたかのホッと歌謡曲【夏木ゆたか】                                                                       | 15:00 夏木ゆたかのホッと歌謡曲【夏木ゆたか】                        |
| 16                                                      | 15:00 夏木ゆたかのホッと歌謡曲【夏木ゆたか】 | 15:00 夏木ゆたかのホッと歌謡曲【夏木ゆたか】                                                                       | 15:00 夏木ゆたかのホッと歌謡曲【夏木ゆたか】                                                                       | 15:00 夏木ゆたかのホッと歌謡曲【夏木ゆたか】                                                                       | 15:00 夏木ゆたかのホッと歌謡曲【夏木ゆたか】                        |
| 17                                                      | 17:50 ラジオ日本ニュース・天気予報 | 17:50 ラジオ日本ニュース・天気予報                                                                                 | 17:50 ラジオ日本ニュース・天気予報                                                                                 | 17:50 ラジオ日本ニュース・天気予報                                                                                 | 17:50 ラジオ日本ニュース・天気予報                                  |
| 17                                                      | 17:50 ラジオ日本ニュース・天気予報 | 17:55 - 21:30 ラジオ日本ジャイアンツナイター                                                                       | | |                                                                     |
| 18                                                      | 18:00 マツラジ【松本利夫、松本勇馬】 | 18:00 60TRY部 | 18:00 60TRY部 | 18:00 池田ピアノ運送プレゼンツ ウィークリー・バースデー・ランキング                                                | 18:00 60TRY部                                                       |
| 19                                                      | 19:00 （毎月最終週除く）めざせ!北海道!!〔商船三井さんふらわあ〕【松本利夫、松本勇馬】 （毎月最終週）Happy!!福井に来とっけの〜〔福井県〕【パトリック・ハーラン・坂川陽香】 | 18:00 60TRY部 | 18:00 60TRY部 | 18:00 池田ピアノ運送プレゼンツ ウィークリー・バースデー・ランキング                                                | 18:00 60TRY部                                                       |
| 19                                                      | 19:30 マツラジ【松本利夫、松本勇馬】 | 18:00 60TRY部 | 18:00 60TRY部 | 18:00 池田ピアノ運送プレゼンツ ウィークリー・バースデー・ランキング                                                | 18:00 60TRY部                                                       |
| 20                                                      | 20:30 すぎもとまさとのBarスターライト【すぎもとまさと】 | 18:00 60TRY部 | 18:00 60TRY部 | 20:30 Listen to the Music                                                                                          | 18:00 60TRY部                                                       |
| 21                                                      | 21:00 エシカルWAVE for SDGs【井手迫義和】 | 21:00 ザ・スタンダード                                                                                             | 21:00 ザ・スタンダード                                                                                             | 21:00 ザ・スタンダード                                                                                             | 21:00 ザ・スタンダード                                              |
| 21                                                      | 21:30 森川由加里 青春グラフィティー【森川由加里】 | 21:30 今月の推薦曲                                                                                                 | 21:30 ラジオ日本パワーチューン                                                                                     | 21:30 今月の推薦曲                                                                                                 | 21:30 ラジオ日本パワーチューン                                      |
| 21                                                      | 21:30 森川由加里 青春グラフィティー【森川由加里】 | 21:35 ラジオ日本ニュース・天気予報                                                                                 | | |                                                                     |
| 21                                                      | 21:30 森川由加里 青春グラフィティー【森川由加里】 | 21:45 R&B EXPERIENCE                                                                                               | 21:45 メロディ・フェア                                                                                             | 21:45 EACH TIME MUSIC                                                                                              | 21:45 新曲EXPRESS!!                                                 |
| 22                                                      | 22:00 栄ちゃんステーション【大川栄策】 | 22:00 きのうの続きのつづき【北原照久】                                                                             | 22:00 きのうの続きのつづき【北原照久】                                                                             | 22:00 きのうの続きのつづき【北原照久】                                                                             | 22:00 きのうの続きのつづき【北原照久】                              |
| 22                                                      | 22:15 ラジオ日本演歌ランキング | 22:15 EACH TIME MUSIC                                                                                              | 22:15 清水節子のムーンナイトトーク【清水節子】                                                                     | 22:15 Haruyoのスイートミュージック【Haruyo】                                                                       | 22:15 King&Presidentの起業家ラジオ【King&President】                |
| 22                                                      | 22:25 今月の推薦曲 | 22:15 EACH TIME MUSIC                                                                                              | 22:15 清水節子のムーンナイトトーク【清水節子】                                                                     | 22:15 Haruyoのスイートミュージック【Haruyo】                                                                       | 22:15 King&Presidentの起業家ラジオ【King&President】                |
| 22                                                      | 22:30 黒川泰子のエレガントナイト【黒川泰子】 | 22:30 池坊専宗の団子より花【池坊専宗】                                                                             | 22:30 登紀子とYaeの地球に乾杯!＜CRK＞                                                                              | 22:30 さくらとみすずのリミックスラジオ                                                                             | 22:30 突撃! 日本の歌道中【安藤栄子、安藤みゆき】                    |
| 22                                                      | 22:45 今井宏美のテイク・ア・ブレイク＜CRK＞ | 22:30 池坊専宗の団子より花【池坊専宗】                                                                             | 22:30 登紀子とYaeの地球に乾杯!＜CRK＞                                                                              | 22:30 さくらとみすずのリミックスラジオ                                                                             | 22:30 突撃! 日本の歌道中【安藤栄子、安藤みゆき】                    |
| 23                                                      | 23:00 i☆Ris 芹澤優のせりざわーるど with you | 23:00 ミュージックプレイリスト                                                                                     | 23:00 三光電気プレゼンツ 絆を紡ぐ社長室                                                                            | 23:00 ミュージックプレイリスト                                                                                     | 23:00 ミュージックセレクション                                      |
| 23                                                      | 23:30 be master of radio | 23:30 東進産業プレゼンツ FOLLOW YOUR DREAM                                                                         | 23:30 ミュージックプレイリスト                                                                                     | 23:30 わたしの図書室【井田由美、羽佐間道夫】                                                                       | 23:30 MUSIC DELIGHT                                                 |
| 24                                                      | 24:00 横浜ユーポスRADIO+!【板東弘樹】 | 24:00 NOWラジオ by uniaim〔ユニエイム〕                                                                            | 24:00 MarumaruLounge 丸々もとおの賢人会議【丸々もとお】                                                            | 24:00 山川ひろみのSTART DASH!【山川ひろみ】                                                                        | 24:00 それ行け! 歌謡道中                                            |
| 24                                                      | 24:30 Listen to the Music | 24:30 Listen to the Music                                                                                          | 24:30 トラック王国の「Boo!Boo!Boo!」〔Nentrys〕                                                                    | 24:30 9nine佐武宇綺のもっと宇宙を綺麗にするラジオ                                                                  | 24:00 それ行け! 歌謡道中                                            |
| 25                                                      | 25:00 ミュージック・コンボイ | 25:00 M-TRUST RADIO〔エムトラスト〕                                                                                | 25:00 ハマビジ!〔さくら不動産管理〕                                                                                | 25:00 全米トップ40 THE 80'S DELUXE EDITION【矢口清治】                                                             | 25:00 Listen to the Music                                           |
| 25                                                      | 25:00 ミュージック・コンボイ | 25:30 ミヤシタファーム〔ミヤシタ〕                                                                                 | 25:30 美魔王のミッドナイトニッポン【鮎川優】                                                                       | 25:00 全米トップ40 THE 80'S DELUXE EDITION【矢口清治】                                                             | 25:30 musicパートナー                                               |
| 26                                                      | 26:00 志の輔&雷鳥のなんでか?ニッポン【立川志の輔、雷鳥】＜KNB＞ | 26:00 キョートリアル!コンニチ的チュートリアル＜KBS＞                                                               | 26:00 長坂嘉明の演歌の旅 【長坂嘉明】                                                                              | 26:00 ラジふみ〜鈴木浩文の楽屋ラジオ〜【鈴木浩文】                                                                 | 26:00 ロック・ラッシュ・レディオ【近藤竹湖・伊藤ゆき】              |
| 26                                                      | 26:30 フォーエバーミュージック | | | | 26:00 ロック・ラッシュ・レディオ【近藤竹湖・伊藤ゆき】              |
| 27                                                      | | | | | 26:00 ロック・ラッシュ・レディオ【近藤竹湖・伊藤ゆき】              |
| 27:30 Midnight Mix                                      | 27:30 Midnight Mix | 27:30 ドラマ・サントラアワー                                                                                       | 27:30 ドラマ・サントラアワー                                                                                       | 27:30 ドラマ・サントラアワー                                                                                       |                                                                     |
| 28                                                      | 28:00 おはよう朝一番【（月・火）細渕武揚、（水 - 金）加藤裕介】 | 28:00 おはよう朝一番【（月・火）細渕武揚、（水 - 金）加藤裕介】                                                    | 28:00 おはよう朝一番【（月・火）細渕武揚、（水 - 金）加藤裕介】                                                    | 28:00 おはよう朝一番【（月・火）細渕武揚、（水 - 金）加藤裕介】                                                    | 28:00 おはよう朝一番【（月・火）細渕武揚、（水 - 金）加藤裕介】     |

### 土・日
| 時                               | 土曜日                                                                               | 日曜日 |
| 5                                | 5:00 ラジオ日本ニュース                                                              | 5:00 ラジオ日本ニュース                                                                                                  |
| 5                                | 5:10 おはようインフォメーション                                                      | 5:10 ラジオショッピング                                                                                                  |
| 5                                | 5:25 ラジオ日本ガイド                                                                | 5:25 ピックアップラジオショッピング                                                                                      |
| 5                                | 5:30 納得健康15分                                                                    | 5:25 ピックアップラジオショッピング                                                                                      |
| 5                                | 5:40 みんなの健康ラジオ〔横浜市医師会〕                                              | |
| 5                                | 5:45 Buy Now〔森永製菓〕                                                             | 5:45 納得健康15分 |
| 6                                | 6:00 天使のモーニングコール〔幸福の科学〕【白倉律子】                                | 6:00 健康生活インフォメーション                                                                                          |
| 6                                | 6:00 天使のモーニングコール〔幸福の科学〕【白倉律子】                                | 6:15 大徳寺昭輝の天の夢＜KBC＞                                                                                           |
| 6                                | 6:30 健康生活インフォメーション                                                      | 6:30 わくわくお届け便 |
| 6                                | 6:45 今旬!インフォメーション                                                         | 6:45 通販ラジオ生活便 |
| 7                                | 7:00 ラジオ日本ニュース・天気予報                                                    | 7:00 ラジオ日本ニュース・天気予報                                                                                        |
| 7                                | 7:05 ラジオショッピング                                                              | 7:05 マット安川の価値組Sunday!【マット安川】                                                                             |
| 7                                | 7:20 扉の向こうへ!!＜CRK＞                                                           | 7:05 マット安川の価値組Sunday!【マット安川】                                                                             |
| 7                                | 7:30 解決!知っ得プレミアム                                                           | |
| 7                                | 7:45 今旬!インフォメーション                                                         | |
| 7                                | 7:50 ラジオ日本ニュース・天気予報・交通情報                                          | |
| 8                                | 8:00 今旬!いいもの百貨店                                                             | 8:00 ラジオ日本ニュース・天気予報・交通情報                                                                              |
| 8                                | 8:00 今旬!いいもの百貨店                                                             | 8:10 住まいのトラブルバスター【バスター矢野、常世晶子】                                                                  |
| 8                                | 8:15 小鳩の愛 〜eye〜【杉上佐智枝】                                                  | |
| 8                                | 8:30 中央競馬大作戦【解説：久光匡治、司会：鈴木沙和子】                              | |
| 8                                | 8:45 納得!お得!ラジオショッピング                                                    | 8:45 小倉・IMALUの○○玉手箱                                                                                               |
| 9                                | 9:00 ココロもカラダもHappyに わかさ生活ラジオ〔わかさ生活〕＜KBS＞                   | 9:00 納得!お得!ラジオショッピング                                                                                        |
| 9                                | 9:00 ココロもカラダもHappyに わかさ生活ラジオ〔わかさ生活〕＜KBS＞                   | 9:15 神津カンナのあんな話こんな話【神津カンナ】                                                                          |
| 9                                | 9:30 ラジオ日本 土曜・日曜競馬実況中継 【司会：パドック・大村麻衣子】                | |
| 10                               |                                                                                      | |
| 11                               |                                                                                      | |
| 12                               |                                                                                      | |
| 13                               |                                                                                      | |
| 14                               |                                                                                      | |
| 15                               |                                                                                      | |
| 16                               |                                                                                      | |
| 16:35 サタデースポーツトピックス | 16:35 サンデースポーツトピックス                                                     | |
| 16:50 ラジオ日本 演歌ランキング  | 16:50 奥田明日美のハッピーフロンターレ!〔川崎フロンターレ〕【奥田明日美】            | |
| 17                               | 17:00 ラジオ日本ニュース・天気予報                                                   | 17:00 ラジオ日本ニュース・天気予報                                                                                       |
| 17                               | 17:05 納得健康15分                                                                   | 17:05 新曲EXPRESS!! |
| 17                               | 17:20 旬!SHUN!ピックアップ                                                           | 17:20 今旬!いいもの百貨店                                                                                                |
| 17                               | 17:35 ピックアップラジオショッピング                                                 | 17:35 EACH TIME MUSIC |
| 17                               | 17:50 ラジオ日本ニュース・天気予報                                                   | |
| 18                               | 18:00 タブレット純 音楽の黄金時代【タブレット純】                                    | 18:00 宮治淳一のラジオ名盤アワー【宮治淳一】                                                                             |
| 18                               | 18:55 ラジオ日本ニュース・天気予報                                                   | |
| 19                               | 19:00 タブレット純 音楽の黄金時代                                                    | 19:00 THE BEATLES 10【カンケ】                                                                                           |
| 20                               | 20:00 山本さゆりのミュージックパーク【山本さゆり】                                   | 20:00 クリス松村の「いい音楽あります。」【クリス松村】                                                                   |
| 21                               | 21:00 バカボン鬼塚 アナログアワー「ログあわ!」【バカボン鬼塚】                       | 21:00 中村さだひこのおとなのTOKYOライブ                                                                                  |
| 21                               | 21:00 バカボン鬼塚 アナログアワー「ログあわ!」【バカボン鬼塚】                       | 21:15 映画招待席 |
| 21                               | 21:00 バカボン鬼塚 アナログアワー「ログあわ!」【バカボン鬼塚】                       | 21:30 真夜中のハーリー&レイス【清野茂樹】                                                                                |
| 22                               | 22:00 森友嵐士のアラシを呼ぶぜ!【森友嵐士】                                          | 22:00 ミュージックプレイリスト                                                                                           |
| 22                               | 22:30 日テレアナ・ザ・ワールド!〔日本テレビ〕                                        | 22:30 大原優乃のゆのふぃーのじかん【大原優乃】                                                                           |
| 23                               | 23:00 オトナのJAZZ TIME【紗理】                                                      | 23:00 空人凌大のラジオの原因。【原因は自分にある。（大倉空人、長野凌大）】                                               |
| 23                               | 23:00 オトナのJAZZ TIME【紗理】                                                      | 23:30 爆夜〜BAKUNAI【元祖爆笑王、段原瑠々（Juice=Juice）、松永里愛（Juice=Juice）】                                      |
| 24                               | 24:00 モーニング娘。'25のモーニング女学院〜放課後ミーティング〜【モーニング娘。'25】 | 24:00 アンジュルムステーション1422【アンジュルム】                                                                       |
| 24                               | 24:30 宮本佳林の雑談ラジオ【宮本佳林】                                               | 24:30 Hello! SATOYAMA&SATOUMI Club 〜Next〜【小野瑞歩（つばきファクトリー）、高瀬くるみ（BEYOOOOONDS）、ハロプロ研修生】 |
| 25                               | 25:00 晴れ ときどき 超ときめき♡宣伝部                                                | 25:00 放送機器メンテナンスのため放送休止 （特別番組の場合あり）                                                          |
| 25                               | 25:30 高柳明音の生まれてこの方【高柳明音】                                           | 25:00 放送機器メンテナンスのため放送休止 （特別番組の場合あり）                                                          |
| 26                               | 26:00 えのぐ白藤環の推してまいる!【白藤環（えのぐ）】                                | 25:00 放送機器メンテナンスのため放送休止 （特別番組の場合あり）                                                          |
| 26                               | 26:30 SUPER☆GiRLSのナイスすぱが!【SUPER☆GiRLS（6期メンバー）】                       | 25:00 放送機器メンテナンスのため放送休止 （特別番組の場合あり）                                                          |
| 27                               | 27:00 マジカル・パンチラインのマジラジ                                               | 25:00 放送機器メンテナンスのため放送休止 （特別番組の場合あり）                                                          |
| 27                               | 27:30 宮川賢かんらからから【宮川賢】                                                 | 25:00 放送機器メンテナンスのため放送休止 （特別番組の場合あり）                                                          |
| 28                               | 28:00 歌謡曲★歌謡曲                                                                  | 25:00 放送機器メンテナンスのため放送休止 （特別番組の場合あり）                                                          |
| 28                               | 28:30 ドラマ・サントラアワー                                                         | 25:00 放送機器メンテナンスのため放送休止 （特別番組の場合あり）                                                          |

### ジャンル別
生放送ワイド
- スマートNEWS（2012年10月1日開始）
- SWEET!!（2020年9月28日開始）
- 加藤裕介の横浜ポップJ（2016年10月3日開始）
- Happy Voice! from YOKOHAMA（2020年4月3日開始）
- 夏木ゆたかのホッと歌謡曲（2003年3月31日開始）
- マツラジ（2024年6月3日開始）
- 60TRY部（2014年9月30日開始）
- ウィークリー・バースデー・ランキング（2025年4月3日開始）[注 1]

スポーツ
- スポーツ情報
  - サタデースポーツトピックス（2003年4月開始）
  - サンデースポーツトピックス（2003年4月開始）
- プロ野球
  - ラジオ日本ジャイアンツナイター（1978年開始）
- 中央競馬
  - 日曜競馬実況中継（1959年1月4日開始）
  - 土曜競馬実況中継（1969年11月8日開始）
  - 中央競馬大作戦（2002年4月6日開始）
- その他
  - 真夜中のハーリー&レイス（2010年4月6日開始）
  - 奥田明日美のハッピーフロンターレ!〔川崎フロンターレ〕【奥田明日美】（2022年2月7日開始）

スポーツ大会
- 東京箱根間往復大学駅伝競走
  - タスキでつなぐ青春の200キロ〔箱根駅伝 出場校紹介〕（毎年12月）
  - 往路・復路（1995年開始、毎年1月2日 - 1月3日、実況生中継）
- 全国高等学校サッカー選手権大会
  - 決勝戦（実況生中継）
- 全国高等学校野球選手権大会
  - 甲子園をめざして〔神奈川大会 出場校紹介〕（毎年5月 - 7月）
  - 神奈川大会試合速報（大会期間中）
  - 神奈川大会決勝戦（実況生中継）

報道・教養
- ラジオ日本ニュース（2012年10月1日開始）
- ラジオ日本交通安全キャンペーン（1969年開始）
- わたしの図書室（2009年10月8日開始）
- みんなの健康ラジオ〔横浜市医師会〕（2016年9月8日開始）
- マット安川の価値組Sunday!【マット安川】（2023年4月2日開始）
- エシカルWAVE for SDGs【井手迫義和】（2021年8月2日開始）

地域情報
- ホッと横浜〔横浜市〕（木曜 - 金曜 16:30 - 16:35）
- かわさき for you〔川崎市〕（2017年4月7日開始、金曜17:28 - 17:33）
- Happy!!福井に来とっけの〜〔福井県〕【パトリック・ハーラン】（2024年4月29日開始）

日本テレビ関連
- 日本テレビ 番組宣伝
  - 望月理恵のエンタメカフェ【望月理恵】（2025年3月31日開始）
  - 日テレ イチオシchoice!（2009年3月30日開始、月 - 金曜 9:50 - 9:55）
  - 徳光和夫の週刊ジャイアンツ@ラジオ（2015年3月22日開始、毎年プロ野球開幕直前の日曜17:55 - 20:00）
  - 日テレアナ・ザ・ワールド!（2021年4月3日開始）
- 日本テレビ小鳩文化事業団
  - 小鳩の愛 〜eye〜（2014年4月6日開始）

演歌・歌謡曲
- 栄ちゃんステーション【大川栄策】
- えんか侍（2005年4月5日開始）
- それ行け!歌謡道中（2006年10月開始）
- ラジオ日本演歌ランキング（2006年10月開始）
- すぎもとまさとのBarスターライト【すぎもとまさと】（2008年4月7日開始）
- 突撃!日本の歌道中【安藤栄子、安藤みゆき】（2010年7月2日開始）
- 歌謡曲★歌謡曲（2015年3月30日開始）
- 黒川泰子のエレガントナイト【黒川泰子】（2015年7月6日開始）
- おはよう朝一番（2016年3月29日開始）
- 長坂嘉明の演歌の旅 【長坂嘉明】（2018年7月4日開始）
- 清水節子のムーンナイトトーク【清水節子】（2020年4月1日開始）
- Haruyoのスイートミュージック【Haruyo】（2020年4月2日開始）
- さくらとみすずのリミックスラジオ（2025年7月3日開始）

アイドル
- ラジオ日本ハロプロアワー
  - モーニング娘。'25のモーニング女学院〜放課後ミーティング〜（2012年4月7日開始）
  - 爆夜〜BAKUNAI【元祖爆笑王、段原瑠々、松永里愛】（2013年4月3日開始）
  - アンジュルムステーション1422（2015年1月4日開始）
  - 宮本佳林の雑談ラジオ（2022年1月1日開始）
  - Hello! SATOYAMA&SATOUMI Club 〜Next〜【小野瑞歩、高瀬くるみ、ハロプロ研修生】（2022年4月3日開始）
- 土曜深夜枠（上記以外）
  - 高柳明音の生まれてこの方（2015年4月4日開始）
  - マジカル・パンチラインのマジラジ（2016年8月2日開始）
  - 晴れ ときどき 超ときめき♡宣伝部（2017年4月7日開始）
  - えのぐ白藤環の推してまいる!【白藤環（えのぐ）】（2020年8月1日開始）
  - SUPER☆GiRLSのナイスすぱが!【SUPER☆GiRLS 6期メンバー】（2024年1月6日開始）
- 声優パーソナリティ
  - i☆Ris 芹澤優のせりざわーるど with you（2013年7月2日開始）
- アービング〔青山メインランド〕
  - 池坊専宗の団子より花【池坊専宗】（2022年7月5日開始）
- その他
  - 9nine佐武宇綺のもっと宇宙を綺麗にするラジオ（2022年7月7日開始）

その他の音楽
- 歌手・音楽家パーソナリティ（上記以外） 
  - 森友嵐士のアラシを呼ぶぜ!【森友嵐士】（2001年開始）
  - 森川由加里 青春グラフィティー【森川由加里】（2008年9月30日開始）
  - 中村さだひこのおとなのTOKYOライブ【中村さだひこ】（2014年10月5日開始）
  - 空人凌大のラジオの原因。【原因は自分にある。（大倉空人、長野凌大）】（2022年7月3日開始）
  - be master of radio（2024年7月1日開始）
  - R&B EXPERIENCE（2024年11月5日開始）
- 週1回・55分以上
  - ROCK RUSH RADIO（2002年開始）
  - オトナのJAZZ TIME（2003年開始）
  - THE BEATLES 10（2004年10月開始）
  - 全米トップ40 THE 80'S DELUXE EDITION（2010年10月3日開始）
  - 山本さゆりのミュージックパーク（2011年4月2日開始）
  - クリス松村の「いい音楽あります。」（2015年4月5日開始）
  - タブレット純 音楽の黄金時代【タブレット純】（2016年10月1日開始）
  - 宮治淳一のラジオ名盤アワー【宮治淳一】（2017年4月2日開始）
  - Listen to to too!【河村由美】（2022年4月1日開始）
  - バカボン鬼塚 アナログアワー「ログあわ!」【バカボン鬼塚】（2024年4月6日開始）
- 特別番組
  - ラジオ日本歌の感謝祭（1996年開始）
- ヘヴィー・ローテーション
  - 今月の推薦曲
  - 新曲EXPRESS!!
  - メロディ・フェア（2010年4月3日開始）
  - ラジオ日本パワーチューン（2012年10月1日開始）
- つなぎ番組
  - フォーエバーミュージック
  - ザ・スタンダード（2010年4月2日開始　ジャズ中心）
  - ミュージックセレクション（2014年1月6日開始）
  - Midnight Mix（2016年10月3日開始）
  - Soul Music Lover（2016年10月5日開始）
  - ウェイクアップミュージック（2017年4月3日開始）
  - ミュージック・コンボイ（2017年4月3日開始）
  - musicパートナー（2017年4月4日開始）
  - EACH TIME MUSIC（2021年4月2日開始）
  - MUSIC DELIGHT（2021年4月6日開始）
  - Listen to the Music（2022年4月1日開始）
  - ミュージックプレイリスト（2022年4月1日開始）
  - ドラマ・サントラアワー（2022年12月3日開始）

その他のバラエティ
- 趣味
  - 映画招待席（2011年4月1日開始）
- 冠スポンサー / スポンサー役員パーソナリティ
  - リバーサイドTALK〔三陽自動車交通〕【関澤邦正】（2009年4月3日開始）
  - 住まいのトラブルバスター〔市民住まい向上委員会〕（2014年4月6日開始）
  - ハマビジ!〔さくら不動産管理〕（2018年11月7日開始）
  - 横浜ユーポスRADIO+!〔横浜ユーポス〕【鈴木梢、松崎旭、坂東弘樹】（2019年5月6日開始）
  - めざせ! 北海道!!〔商船三井さんふらわあ〕【松本利夫、松本勇馬】（2021年2月1日開始）
  - ミヤシタファーム〔ミヤシタ〕（2021年9月7日開始）
  - 青木仁志のトップリーダーと語る「成功の技術」〔アチーブメント〕（2022年12月2日開始）
  - M-TRUST RADIO〔エムトラスト〕（2023年4月4日開始）
  - NOWラジオ by uniaim〔ユニエイム〕（2023年9月5日開始）
  - トラック王国の「Boo!Boo!Boo!」〔Nentrys〕（2023年9月6日開始）
  - 東進産業プレゼンツ FOLLOW YOUR DREAM（2024年5月7日開始）
  - 三光電気プレゼンツ 絆を紡ぐ社長室（2024年8月7日開始）
- その他のトーク
  - きのうの続きのつづき（2005年10月開始）
  - 神津カンナのあんな話・こんな話【神津カンナ】（2011年4月3日開始）
  - MarumaruLounge 丸々もとおの賢人会議【丸々もとお】（2020年4月1日開始）
  - King&Presidentの起業家ラジオ【King&President】（2022年10月7日開始）
  - 美魔王のミッドナイトニッポン【鮎川優】（2023年8月2日開始）
  - 宮川賢かんらからから【宮川賢】（2024年10月6日開始）
  - ラジふみ〜鈴木浩文の楽屋ラジオ〜【鈴木浩文】（2025年1月6日開始）
  - 大原優乃のゆのふぃーのじかん【大原優乃】（2025年4月6日開始）
  - 山川ひろみのSTART DASH!【山川ひろみ】（2025年7月3日再開）
- その他
  - ラジオ日本ガイド（2012年4月開始）
  - ラジオ日本 杉崎智介脚本賞（2012年 - 2017年は『カフェ・ラ・テ』の番組企画、2018年以降は毎年3月末の特別番組）

ラジオショッピング
- ジャパネットたかたラジオショッピング（月曜 - 金曜 15:22 - 15:30）
- 旬!SHUN!ピックアップ
- 梅田先生の元気のツボ〔自然生活〕（2019年12月1日開始）
- 今旬!いいもの百貨店（2020年3月1日開始）
- まいどあり〜。（2020年7月1日再開）
- イマドキショッピング!（2020年9月6日開始）
- Buy Now〔森永製菓〕（2021年4月3日開始）
- 健康とっておき〔新大和漢方〕（2021年4月4日開始）
- 納得!お得!ラジオショッピング（2021年10月3日開始）
- 納得健康15分（2022年10月1日開始）
- 健康生活インフォメーション〔日本生薬漢方〕（2022年10月1日開始）
- ピックアップラジオショッピング（2022年10月2日開始）
- わくわくお届け便（2022年10月2日開始）
- 通販ラジオ生活便（2022年10月2日開始）
- 今旬!インフォメーション〔日本生薬漢方〕（2022年10月3日開始）
- good day（2023年4月4日開始）
- 小倉・IMALUの○○玉手箱【小倉淳、IMALU】（2024年10月8日再開）
- 解決!知っ得プレミアム（2025年4月6日開始）

宗教
- 天使のモーニングコール〔幸福の科学、幸福の科学出版〕（1991年10月6日開始）
- 大徳寺昭輝の天の夢（2006年10月開始）

他社制作
- ラジオ関西
  - 登紀子とYaeの地球に乾杯!（2022年7月6日開始）
  - 扉の向こうへ!!（2022年10月1日開始）
  - 今井宏美のテイク・ア・ブレイク（2025年3月31日再開）
- KBS京都
  - キョートリアル!コンニチ的チュートリアル（2019年4月2日開始）
  - ココロもカラダもHappyに わかさ生活ラジオ〔わかさ生活〕（2023年10月7日開始）
- KNB北日本放送
  - 志の輔&雷鳥のなんでか?ニッポン【立川志の輔、雷鳥】（2018年10月1日開始）

## 過去に放送された番組

### 生放送ワイド

#### 日中午前
- 第1部 朝
  - おはようアラーム
  - 長崎節のモーニングダイヤル
  - おはようジャーナル
  - 晴れたらいいね【松浦このみ】（1994年10月10日 - 1998年10月2日）
  - 朝いちすっぴんステーション【カオル・イエイツ】（1998年10月5日 - 1999年10月1日）
  - 千田正穂の健康コケコッコー【千田正穂】（1999年10月4日 - 2000年3月31日）
  - 千田正穂の大丈夫だよ!【千田正穂】（2000年4月3日 - 2001年12月31日）
  - さとう一声の朝はここから【さとう一声】（2002年1月 - 2003年3月28日）
  - 元気な大人の朝ワイド【浅見源司郎→木島章夫】（1994年4月4日 - 1995年3月31日）
  - いきいきワイド典子のおはようピッ!ポッ!パッ!【大島典子】（1995年4月3日 - 1996年4月5日）
  - 大島典子の早起き情報局【大島典子】（1996年4月8日 - 1997年4月4日）
  - おはようKISS（1997年4月7日 - 1998年4月3日）
  - 小倉淳のモーニング・キックオフ【小倉淳】（1998年4月6日 - 2000年3月31日）
  - 田子千尋の突撃!?ラジオモンスター【田子千尋】（2000年4月3日 - 2001年3月30日）
  - 土井里美のMy朝Myペースモーニング【土井里美】（2001年4月2日 - 2002年3月29日）
  - うかい浜太郎の朝はヨコハマ（2002年4月1日 - 2003年3月28日）
  - 若林健治の元気なモーニング【若林健治】（2003年3月31日 - 2003年9月26日）
  - 若林健治のスポーツタイプ【若林健治】（2003年9月29日 - 2004年10月1日）
  - いってらっしゃ〜い! （2004年10月4日 - 2006年9月29日）
  - 立川こしらのガッテン!こしらじお（2006年10月2日 - 2008年9月26日）
  - ザ・ホットライン 東京わがままモーニング（2008年9月29日 - 2010年4月2日）
  - おはよう!スプーン（2010年4月5日 - 2012年9月28日）
- 第2部 昼前
  - 大林晃ショー
  - 野村忠の奥様リクエスト
  - 長崎たかしショー
  - 押阪忍のさわやかラジオ【押阪忍】
  - 若林健治の今日も絶好調【若林健治】（1995年4月3日 - 1996年10月4日）
  - 前田武彦のかしましジャーナル【前田武彦】（1996年10月7日 - 1997年10月2日）
  - リビングトーク【残間里江子・小林カツ代・山崎洋子・中村メイ子】（1997年10月6日 - 1999年4月1日）
  - なぎら健壱のまっかちん仮面【なぎら健壱】（1999年4月5日 - 2003年3月27日）
  - 中本賢のヨコハマガサガサ探検隊（2003年3月31日 - 2008年9月25日）
  - 松本梨香のヨコハマウィークエンド・スタイル!（2005年10月7日 - 2009年10月2日）
  - ザ・ホットライン ヨコハマろはす（2008年9月29日 - 2010年4月2日）
  - ヨコハマろはす（2010年4月5日 - 2012年9月28日）
  - 峰竜太のミネスタ（2012年10月1日 - 2016年9月30日）
  - Hello! I,Radio（2016年10月3日 - 2020年9月25日）

#### 日中午後
- 第1部 昼
  - ベイ・オブ・トーキョー　
  - アフタヌーン神奈川
  - ナマナマ大進撃
  - 太陽の広場
  - 出あいの広場
  - 真昼の歌謡大作戦
  - ミスター・ラジオ
  - お昼のハッピースタジオ【山崎イワオ】
  - ソネコーの歌謡娯楽版【曽根幸明】
  - 港のワイド・みなとのスタジオ（1996年4月 - 10月）
  - 若林健治のときめきみなとのステーション【若林健治】（1996年10月7日 - 1997年10月2日）
  - 世紀末伝説（1997年10月6日 - 1998年4月2日）[注 2]
  - まっ昼間・極太・骨太!くず哲也【くず哲也】（1998年4月6日 - 1998年10月1日）
  - グットタイムミュージック〜あの頃君は若大将〜（1998年10月5日 - 2003年3月27日）
  - 日テレラジオ 女子アナミュージックミュージアム（2003年3月31日 - 2003年9月26日）
  - ミューミューランチBOX（2003年9月29日 - 2004年9月30日）
  - ミュージック・パワーステーション（2004年10月4日 - 2011年3月31日）
  - ビートゴーズオン（2011年4月4日 - 2012年9月27日）
  - ヨコハマ・ラジアンヌスタイル（2012年10月1日 - 2016年9月29日）
- 第1部 金曜昼
  - ミッキー安川のずばり勝負（2010年2月5日終了）
  - マット安川のずばり勝負（2010年2月12日 - 2020年3月27日）
- 第2部 夕方
  - リズミックダイヤル
  - なにがなにでも歌謡曲
  - 芥川隆行の演歌だヨ!【芥川隆行】（1982年開始）
  - 田島喜男の演歌で行こう!【田島喜男】
  - 小川哲哉の演歌で行こう!【小川哲哉】（1996年4月5日終了）
  - 大谷亘の歌ひろば（1996年4月8日 - 1997年4月3日）
  - 大谷亘歌のホットライン（1997年4月3日 - 1998年10月2日）
  - 大谷亘の演歌いちばん!（1998年10月5日 - 1999年4月2日）
  - 夏木ゆたかの演歌いちばん!【夏木ゆたか】（1999年4月5日 - 2003年3月28日）
- 第2部 金曜夕方
  - ヨコハマ招福パラダイス【伊藤聡子、アントニオ門田】（2006年10月 - 2007年9月）
  - GOLDEN POP YEARS【坂井隆夫】（2007年10月 - 2008年3月）

#### 17:55 - 21:30枠
| 印 | ◇ 04月 - 9月期 | ◆ 10月 - 3月期 |

- 月曜 神奈川県情報番組
  - 囲碁将棋と奥田明日美のハッピーフロンターレ!!!（2020年2月3日 - 2022年1月31日）
  - よしもと囲碁将棋バラエティー『イゴナマ!!』（2022年2月7日 - 2024年5月27日）
- 火曜 - 金曜
  - DJパレード（1972年10月 - 1976年3月）◆
  - 男のラジオTO-NITE（1976年10月11日 - 1978年3月31日）◆
  - 爆笑!!ジャイアンツワイド（1978年10月 - 1979年3月）◆
  - 広川太一郎の歌謡ジャイアンツナイター（1979年4月 - 1979年9月）◇
  - 独占!!オールスタースペシャル（1980年4月 - 1980年9月）◇
  - 曽根幸明の勝手にワイド90分◆
  - 衝撃のニューミュージック◆
  - コーシン・なおとのバチバチ電波注意報（1996年10月7日 - 1997年4月3日）◆
  - 若林健治のスポーツコンタクト（1997年10月6日 - 1998年4月2日）◆
  - 男二人の体育会系!山田先輩・小林後輩◇
  - 情報横丁 山田とおる商店 営業中!◆
  - 新装開店!山田とおる商店 営業中!◇
  - ミュージック・パワーステーション（2003年9月29日 - 2004年3月）◆
  - スポーツ&ミュージック・パワーステーション（2004年4月 - 2004年9月）◇
  - ギャオス内藤のGIANTS RADIO【ギャオス内藤】（2005年4月 - 2006年9月）◇
  - だからプロ。ジャイアンツプライド（2007年4月 - 2007年9月）◇
  - 時代と曲のアンソロジー 魔球の時間（2007年4月 - 2007年9月）◇
  - The Golden 50s ジャイアンツプライド（2008年4月 - 2008年9月）◇
  - The Golden 50s とびだせ50曲（2008年4月 - 2008年9月）◇
  - オトナのスポーツマガジン（2009年4月 - 2009年9月）◇
  - オトナの情報マガジン（2005年10月 - 2011年3月）◆
  - 応援ラジオ・どんまい!（2010年4月 - 2011年9月）◇
  - くず哲也のコバヤシラジオ【くず哲也】（2011年10月13日 - 2012年3月29日）◆
  - 鈴木淑子のお気に召すまま【鈴木淑子】（2012年4月6日 - 2012年9月28日）◇
  - くず哲也のどんまい!!（2012年4月 - 2012年9月28日）◇
  - 僕も私もジャイアンツナイター（2013年4月 - 2013年9月）◇
  - オフもわいわい!ジャイアンツナイター（2012年10月 - 2014年3月）◆
  - 激闘!麻布台スタジアム（2014年4月4日 - 2014年9月18日）◇
- 土曜
  - ミュージック・パワーステーション サタデーナイト（2003年10月開始）
  - サタデージャイアンツプライド【ギャオス内藤】（2006年10月 - 2007年3月）◆
  - サタデースポーツマガジン（2009年9月19日終了）
  - サンデー・サウンド・スポーツ（2009年10月3日 - 2010年3月20日）◆
  - 応援ラジオ・どんまい!サタデー（2010年4月3日 - 2010年9月25日）◇
  - 三波豊和の歌うラジオ（2015年4月3日 - 2016年9月24日）
- 日曜
  - 日曜も営業中!スポーツ居酒屋ギャオス亭【ギャオス内藤】（2003年10月開始）
  - 水野雄仁のサンデージャイアンツプライド【水野雄仁】（2006年10月 - 2007年3月）◆
  - 前田幸長のサンデースポーツマガジン（2009年9月20日終了）
  - サンデー・サウンド・スポーツ（2009年10月4日 - 2010年3月21日）◆
  - 鈴木ダイのデンリク3G【鈴木ダイ】（2010年4月4日 - 2010年9月26日）◇
  - 松永二三男の夕ラジ（2012年4月8日 - 2013年3月24日）
  - 宮川賢の日曜!えぴきゅりあん（2013年4月 - 2015年3月）

#### 夜間
- 21:30 - 24:00 夜
  - 電撃わいどウルトラ放送局（1977年4月 - 1982年3月）
  - サウンドプロセッサー（1983年4月4日 - 1985年11月1日）
  - 恋するスタジオ ザ・ポップ（1985年11月4日 - 1987年4月3日）
  - TOKYOパニックごっくんNITE（1987年4月6日 - 1988年4月8日）
  - ど〜んとラジオ!!ぼくらの元気は夢現代∞（1988年4月11日 - 1989年3月10日）
- 00:00 - 05:00 深夜
  - オールナイトパートナー（1966年 - 1977年 月 - 土 深夜1:00 - 早朝5：00）
    - 月曜日=長崎節・木下桂子→朝香ふみえ
    - 火曜日=木島章夫・藤城和子
    - 水曜日=浅木勝・シリア・ポール
    - 木曜日=林洋右・塚瀬のり子→賀家満代
    - 金曜日=大林晃・那須野君子
    - 土曜日=坂井隆夫・環ルナ

  - ナイト・トゥ・ギャザー
  - 男たちの夜…かな!?（1973年10月 - 1981年9月30日）
  - RFナイト・アップ
  - キャロル・アベ・ショウ
  - 情報ワイド・ショー RFテレサ
  - ときめき放送局
    - ビッグ・ウェーブFine
    - ニュー・ウェーブ25時
    - スタジオバイブレーション
    - 今夜も勝手にグッド・フィーリング
    - クロスサウンド・マガジン

  - ミッドナイトムーヴメント（月曜：鈴木ヒロミツ・火曜：坂井隆夫アナ・水曜：せんだみつお・木曜：浅木勝アナ・金曜：泉谷しげる）
- ミッキー安川、マット安川
  - ミッキー安川の朝まで勝負（1994年10月8日 - 2007年10月27日）
  - ミッキー安川のスーパーフライデー（2007年11月2日 - 2010年2月5日）
  - ミッキー安川の雑オロジー（2004年11月7日 - 2010年2月7日）
  - マット安川の雑オロジー（2010年2月14日 - 2010年3月28日）
  - マット安川のmusic.（2010年4月4日 - 2010年9月26日）

### スポーツ
- プロ野球
  - ラジオ関東バッチリナイター（1959年 - 1977年）
  - ラジオ日本マリーンズナイター（2006年 - 2018年）
- 読売ジャイアンツ
  - ジャイアンツベスト9 新たなる黄金時代に向かって（1989年10月 - 1990年3月）
  - 青田昇のじゃじゃ馬直球勝負（1994年）
  - スポーツジャイアンツ
  - まるごとジャイアンツ倶楽部（2006年3月終了）
  - サタデージャイアンツプライド（2006年10月14日 - 2008年3月）
  - 水野雄仁サンデージャイアンツプライド（2006年10月15日 - 2007年3月）
  - 柏英樹のG PLUS SPORTS（2015年10月26日終了）
  - 女子流GIANTS!【半田あい】（2015年10月5日 - 2016年12月26日）
  - 水野雄仁のGスタジアム（2007年4月 - 2018年12月31日）
  - 開局60周年 ラジオ日本ジャイアンツナイター・アーカイブ（2018年7月5日 - 2019年3月28日）
- 競馬
  - RFサンデー（1959年1月4日開始）
  - RF競馬ロータリー（1966年1月5日開始）
  - ウィークエンド競馬情報
  - 南関東4競馬場・公営競馬情報（2008年3月終了）
  - 中央競馬アーカイブ 名馬の軌跡（2007年10月開始）
  - オトナの競馬マガジンプラス（2005年9月30日 - 2006年3月24日）
  - オトナの競馬マガジン（2006年9月29日 - 2009年3月27日）
  - 今井りかのオトナの競馬マガジン（2009年10月2日 - 2010年3月19日）
  - 今井りかのうまらじ（2010年10月1日 - 2013年3月22日）
  - 中央競馬的中戦隊☆アテルンジャー（2013年10月5日 - 2017年3月25日）
- 競輪
  - 競輪トピックス
  - 横浜・花月園サタデーバンク〔花月園競輪場〕
  - 立川KEIRINウィークリー〔たちかわ競輪〕
  - BANK OF DREAMS〔千葉けいりん〕（2006年4月開始）
  - 朝日新聞社杯競輪祭（2018年終了）
- Jリーグ
  - Jリーグ・ワールド（1993年開始）
  - 東京ヴェルディ1969Radio Club（2001年開始）
  - 囲碁将棋と明日美のハッピーフロンターレ!!!〔川崎フロンターレ〕【囲碁将棋、奥田明日美】（2020年2月3日 - 2022年1月31日）
- 格闘技
  - 小島聡のラジオ・ラリアット【小島聡】（2002年 - 2003年）
  - 佐山サトルのラジオ人生相談【佐山サトル】（2003年10月開始）
  - 格闘頂点 ファイティングロード【島田裕二】
  - ラジオ新日本プロレス【清野茂樹、赤井沙希】（2012年4月7日 - 2013年3月30日）
- ゴルフ
  - ミッキー安川のゴルフ放談（2010年2月7日終了）
  - マット安川のゴルフ放談（2010年2月14日 - 2010年3月28日）
  - トシ坊の歌とゴルフと仲間たち【江木俊夫、あいざき進也、柴田勲】（2013年2月6日 - 2013年10月30日）
  - 江木俊夫のイレブン・サーティ〔エスプリゴルフ〕【江木俊夫】（2013年11月6日 - 2014年9月24日）
- その他
  - スポーツマンクラブ
  - スポーツ感覚【福留功男】
  - プレイボールまで待ちきれない!【ギャオス内藤】（2003年4月 - 2003年9月）
  - スポーツ天国【火曜 - 木曜：坪内千恵子 / 金曜 - 日曜：岡田紀子】（2003年4月 - 2003年9月）
  - 宮本和知のSPORTS TALK LIVE【宮本和知】（2007年7月27日終了）
  - 中畑清の夜の中なんでもクエスチョン?【中畑清】（2006年10月 - 2008年3月24日）
  - 松尾雄治のMONDAY FREE KICK（2008年3月24日終了）
  - スポーツランド（2008年9月28日 - 2009年6月27日）
  - 准教授前!?前田幸長のちょこゼミ（2009年12月5日 - 2010年3月27日）
  - 今泉清の「トライ!日本!トライ!ラグビー!!」【今泉清】〔ラグビーワールドカップ2019〕（2019年4月1日 - 2019年11月1日）
  - 公営競技の女神 徹底予想セブン!（2022年11月11日 - 2022年12月30日）

### 報道・教養
- 報道
  - 毎日新聞ニュース（1958年12月24日 - 1978年12月31日）
  - 京浜ニュース〔神奈川新聞〕（1958年12月24日 - 2003年9月）
  - 読売新聞ニュース（1979年1月1日 - 2012年9月30日）
  - 土曜ニュース・スタジオ
  - ラジオ日本ニュースライン（2003年9月29日開始）
  - ラジオ日本きょうのニュース
- ニュース解説
  - ラジオ日本現代瓦版
  - さわやかワイドラジオ日本
  - 世相往来
  - 土曜論壇
  - 週刊ニュース!辛口講談
  - マスコミを斬る
  - 日曜格斗談
  - 現代世相噺【5代目 三遊亭圓楽】
  - よみラジ〔読売新聞〕（2017年4月3日 - 2024年3月25日）
- 政治
  - 政局を語る
  - 浜田幸一日曜放談【浜田幸一】
  - 岩國哲人の凛として日本〜甘口・辛口・へらず口〜【岩國哲人】（2003年6月終了）
  - 子供と国会議員の人生相談室【西酪一】（2003年開始）
  - 浅尾慶一郎のさわやかトーク・カフェ【浅尾慶一郎】（2006年4月 - 2007年3月）
  - 細川隆一郎のだまっちゃおれん!【細川隆一郎】（2007年9月終了）
  - 遠山清彦のピースPEACEピース【遠山清彦】（2005年4月 - 2007年9月27日）
  - 鰐淵洋子の一期一会【鰐淵洋子】（2008年 - 2009年2月23日）
  - 珠生・隆一郎のモーニングトーク（1995年9月3日 - 2009年8月29日）
  - 松原仁のジンじん仁【松原仁】（2001年 - 2009年10月31日）
  - 加藤尚彦のグッド・ソサエティー宣言【加藤尚彦】（2010年1月26日終了）
  - 白川勝彦の世の中つれづれ談義【白川勝彦】（2010年7月3日 - 2010年12月25日）
  - 田村ジャーナル（2003年10月3日 - 2011年3月27日）
  - 元気出せ!ニッポン〔幸福実現党〕（2010年2月2日 - 2012年4月1日）
  - 清水勝利のこれでいいのかニッポン!!（2011年10月4日 - 2013年3月29日）
  - 清水勝利のこれでいいのかニッポン!!Part2（2015年1月5日 - 2020年5月30日）
  - 長野祐也の政界キーパーソンに聞く【長野祐也】 → 政界キーパーソンに聞く【橋本五郎】（2000年4月 - 2019年3月31日　2018年秋改編でリニューアル）
  - シニアだってデジタル（2021年1月10日 - 2021年1月31日）
  - 細川珠生のモーニングトーク【細川珠生】（2009年9月5日 - 2021年3月27日）
  - ラジオ時事対談（2009年11月6日 - 2021年8月26日）
  - 尚さんのどうするこの日本【加藤尚彦】（2021年6月4日 - 2021年8月27日）
  - SPARK IGNITION 【鈴木けいすけ、黒田有彩】（2017年10月2日 - 2022年6月27日）
- 経済
  - 藤野洵の「おもしろ経済百科」（2003年4月 - 2003年6月）
  - 藤野洵 おもしろ経済情報（2003年7月開始）
  - HOW TO 商品ファンド塾〔日本商品投資販売業協会〕（2006年10月 - 2007年3月）
  - オリエンタルマザーズpresents 立川こしらのらくらく経済ガイド【立川こしら】（2008年終了）
  - オリエンタルマザーズpresents 知って、得だね。日本経済【山下末則】（2008年 - 2009年1月9日）
  - 中小機構・関東支部だより〔中小企業基盤整備機構〕（2009年3月終了）
  - 価値組ビジネス（2008年10月6日 - 2012年3月25日）
  - 松川裕美のビジネス最前線【松川裕美】（2003年10月 - 2013年3月31日）
  - ビジネス・サテライト（2013年4月7日 -2013年6月30日）
  - ズームアップ・ビズ〜この人にききたい〜（2016年4月2日 - 2017年3月25日）
  - 枡田絵理奈とあしたのリーダーたち【枡田絵理奈、高橋恭介】（2016年9月4日 - 2019年9月29日）
  - トレンドビスステーション【木下隆行】（2021年10月2日 - 2022年9月24日）
  - 日本経済ニュースSP（2023年7月6日 - 2023年9月28日）
  - 深掘りマネー塾（2023年10月1日 - 2024年9月29日）
- 医療
  - 明日の健康
  - 医心伝進
  - ラジオ救急救命室
  - 元気の出る統合医療
  - ドクターのヘルシーモーニング
  - 21世紀の医療と介護を見つめて（2012年4月6日 - 2017年9月29日）
  - 長野祐也の医療界キーパーソンに聞く → 医療界キーパーソンに聞く（2013年4月 - 2019年3月25日　2018年春改編でリニューアル）
  - 健康 知りたい話（1991年10月 - 2019年3月29日）
  - 教えて!ラジオクリニック〔大日本住友製薬〕（2018年10月5日 - 2019年9月27日）
  - サタデー・モーニングドクター【木村至信】（2020年4月4日 - 2021年3月27日）
- 宇宙航空研究開発機構
  - ディープな宇宙をつまみぐい（2015年4月3日 - 2015年9月25日）
  - ディープな宇宙をつまみぐい フル・チャージ!（2019年9月22日 - 2019年10月20日）
  - ディープな宇宙をつまみぐい スウィング・バイ!（2023年10月5日 - 2023年12月28日）
- 法律相談
  - ハッピー相続のすすめ（2007年10月 - 2008年9月27日）
  - はまだけんぢの俺の行くとこ日本晴れっ!（2009年10月8日 - 2009年12月31日）
  - 司法書士 はまだけんぢの「日本一明るい借金相談室」（2010年1月9日 - 2010年6月26日）
  - 悩み解決!あなたのための身近な法律相談所（2011年4月29日終了）
  - 税理士見田村のズバッと相続税（2015年4月5日 - 2016年3月27日）
  - 星野大記のお金の悩み110番（2008年4月6日 - 2016年12月30日）
- 一般相談
  - 北斗晶の戦う力こぶ〜鬼嫁相談室〜（2007年6月26日終了）
  - 岡野あつこと宗方真弓の女性相談室【岡野あつこ、宗方真弓】（2009年10月3日 - 2015年6月30日）
  - 玄秀盛の駆け込み寺RADIO【玄秀盛】（2015年9月29日 - 2016年4月26日）
  - さくら色お悩み相談室【岡野あつこ】（2015年10月7日 -2016年9月26日）
  - 岡田真弓の未来相談室【岡田真弓】（2015年7月7日 - 2024年3月25日）
- 文化人パーソナリティ
  - 松原正の本音で行こう【松原正】
  - 松原正の人生読本【松原正】
  - 松原正・世相を斬る【松原正】
  - 松川裕美の情報最前線【松川裕美】（2006年10月 - 2008年9月）
  - 菅原明子の女と男のダンディズム【菅原明子】（2008年9月24日終了）
  - あみしんのHow to Suevive【網屋信介】（2008年11月3日終了）
  - 杉澤修一の戦の掟【杉澤修一】（2007年4月 - 2009年3月25日）
  - 三輪有子の幸せへの道〔ヴァリアント大学〕（2008年4月5日 - 2009年10月31日）
  - 伊藤聡子のグレースナイト【伊藤聡子】（2010年1月26日終了）
  - 小宮光二 この人と語ろう（2011年1月1日 - 2011年5月25日）
  - 青葉ひかるのガンバレ日本!（2011年9月25日終了）
  - 若山祥夫 食の情報最前線!（2010年9月5日 - 2012年3月25日）
  - 子どもたちへのメッセージ【浜田昌良、水谷修】（2012年1月1日 - 2012年9月30日）
  - 菅原明子のエッジ・トーク【菅原明子】（2008年10月1日 - 2013年3月27日）
  - 近藤誠一 文化のちから【近藤誠一】（2012年4月1日 - 2013年3月31日）
  - 栗本慎一郎の社会と芸術を語る〔学校法人三浦学園〕【栗本慎一郎】（2011年10月8日 - 2014年3月30日）
  - 青葉ひかるのちょっとひといき（2013年4月7日 - 2014年9月28日）
  - エシカルWAVE【井手迫義和】（2012年1月 - 2021年7月26日）
  - こんにちは!鶴蒔靖夫です（1984年7月2日 - 2020年3月31日）
  - 鶴蒔靖夫の話のキャッチボール（2020年4月4日 - 2022年8月27日）
- その他
  - 正しい日本語
  - ガイジンさん大指摘!爆笑!日本人の急所!（2004年10月 - 2007年8月）
  - おとなの深夜大学（2006年10月 - 2007年3月）
  - 大人の深夜大学【タロー】（2007年10月 - 2008年3月）
  - いま世界へ〜国連活動と日本（2008年 - 2009年4月24日）
  - ラジオわたしの物語（2007年9月18日 - 2009年9月29日）
  - ラジズレ オヤジの常識【タロー】（2008年10月2日 - 2009年9月30日）
  - ラジズレ 東京タワー333【タロー】（2010年8月1日 - 2010年9月26日）
  - 日本人の原点〜失われた日本を再び（2011年2月5日 - 2011年4月30日）
  - 日本満喫ラジオ紀行〜ときめきJAPAN → 日本満喫☆たびロード【細渕武揚】（2009年4月5日 - 2013年9月28日　2012年春改編でリニューアル）
  - 明日の備え・震災の記憶と対策（2015年10月1日 - 2016年3月24日）
  - 都市防災最前線（2019年6月3日 - 2020年3月30日）
  - 〇〇の壁【小原正徳、枡田絵理奈】（2020年1月4日 - 2020年6月27日）
  - 東京作家大学ラジオシアター（2021年1月2日 - 2021年3月27日）

### 地域情報
- 小田原放送局 独自番組
  - わいど小田原1485
  - ラジオウェスト（1986年10月6日 - 1993年）
  - ラジカルランド（1995年 - 2010年3月）
  - YUKKYのラジカルランド（2010年4月 - 2018年3月30日）
  - ダイナシティpresents 『ダイナレディオ!!1485』 〜午後のひとときは笑顔と一緒に〜（2014年7月18日 - 2017年3月10日）
- 神奈川県
  - 金時のかながわ見聞録【三遊亭金時】（1995年 - 2003年）
  - かながわ元気じるし
  - とりたて神奈川情報
  - かながわ情報BOX
  - 神奈川県からのお知らせ（2017年3月31日終了）
- 横浜市
  - ヨコハマ便り
  - 横浜ぴっくあっぷ
  - ヨコハマ・オンリーワン
  - 延友陽子のヨコハマ時間【延友陽子】
  - よこはま歌ものがたり（2007年9月終了）
  - よこはま物語（2007年10月 - 2010年4月1日）
- 川崎市
  - 土井里美のかわさき・みつけた【土井里美】
  - かわさき情報玉手箱
  - かわさきタウンエクスプレス（2008年4月 - 2009年3月27日）
  - かわさきフィーリング（2009年4月4日 - 2013年3月30日）
  - かわさきマッチングタイム（2013年4月6日 - 2015年3月28日）
  - かわさきレインボースタジオ（2015年4月4日 - 2017年3月25日）
- 静岡県
  - おとぼけツアーズ奮戦記 ふじのくに静岡へようこそ!（2011年3月25日終了）
- 福井県
  - しあわせになるラジオ【パトリック・ハーラン】（2017年4月24日 - 2024年3月25日）

### 演歌・歌謡曲
- エミ子の長いつきあい【中山恵美子】（1973年 - 1974年）
- 高島弘之の朝からドンと歌謡曲
- 小川哲哉の真昼の歌謡大作戦!【小川哲哉】
- サンデー歌謡ルーム
- 歌謡曲只今ヒット中!
- カッ飛び歌謡ランド【中年隊（反畑誠一、小倉エージ、他）】
- ザッツ演歌人間
- 徳光和夫のザッツ!演歌テイメント【徳光和夫】
- 銀四郎の演歌最前線
- ここに歌あり（1989年4月6日 - 1996年4月4日）
- 勢揃い演歌最高峰
- 芥川隆行の懐かしの演歌【芥川隆行】
- 日本の歌・日本のこころ
- いづみのおじさん大集合
- 青春演歌一直線
- 日本列島「演歌でおまかせ」
- 艶歌ひとり舞台【井口保子】
- 一葉の星空の小路【安田一葉】（2001年4月 - 2002年3月）
- ユウエンの風を感じて（2003年）
- 田島喜男の演歌です。すぺしゃる【田島喜男】（2003年9月終了）
- 松井誠の人生夢見て候【松井誠】（2003年4月 - 2003年9月）
- 一葉の気ままな夜間飛行【安田一葉】（2002年4月開始）
- 三田明ミュージックツアー【三田明】
- 佳山明生の夜はわがままドンブリ【佳山明生】
- キム・ヨンジャの歌千里【キム・ヨンジャ】
- 山内惠介の歌謡曲タイムマシーン【山内惠介】
- 南かなこの歌めぐり風だより【南かなこ】（2003年開始）
- 川野夏美の今日もお祭り気分!【川野夏美】（2003年開始）
- 歌謡パラダイス【倉持輝男、坂井隆夫、木下秀成】（2003年9月29日開始）
- 輝け☆えくぼ!【神園さやか】（2003年10月 - 2006年）
- 美空ひばりダイジェスト
- いつもおそばに歌謡曲（2005年10月6日 - 2006年9月28日）
- アンチュナのあなたと一緒に夢世界（2006年10月 - 2007年3月）
- 演歌ひっつき虫【森宮幸子】（2006年10月 - 2007年3月）
- 林あさ美のおはよう今日1日!【林あさ美】（2006年10月 - 2007年3月）
- シルヴィアの別れても好きな曲【シルヴィア】（2006年10月 - 2007年3月）
- 三善英史の人生お手伝い【三善英史】（2006年10月 - 2007年3月）
- お元気ですか北島三郎です。【北島三郎】（2007年9月26日終了）
- 真咲よう子の音楽玉手箱【真咲よう子】（2007年9月26日終了）
- 成世昌平のおもろい唄の世界【成世昌平】（2007年9月終了）
- あさみちゆき街角歌だより【あさみちゆき】（2005年7月開始）
- なれーしょん演歌【田島喜男】（2007年4月 - 2008年3月）
- オールリクエスト美空ひばり大全集（2008年3月終了）
- 水牧あさ実の春夏秋冬・恋ごよみ【水牧あさ実】（2007年4月 - 2008年）
- 研介&まりあの夜は歌っち!!（2007年10月3日 - 2008年）
- 加納ひろしと星の歌【加納ひろし、星圭三】（2008年4月開始）
- 石坂まさを ハイ喜んで七福神【石坂まさを】（2008年10月5日 - 2008年12月28日）
- 林あさ美のお目覚めサプリ【林あさ美】（2008年 - 2009年3月28日）
- 大ちゃん絹ちゃんの応援歌【大門三郎、斉藤絹枝】（2009年4月25日終了）
- 歌謡ワンダーランド（2009年9月23日終了）
- 逢川葵の朝がくるまえに（2008年10月3日 - 2009年10月30日）
- えび様ラジオ【蛯原まさる】（2009年10月6日 - 2009年11月24日）
- 山本みゆきのおしゃべりモーニング【山本みゆき】（2009年10月3日 - 2010年3月27日）
- ハン・ジナのビューティー歌謡サロン（2009年10月5日 - 2010年3月29日）
- テイチクアワー（2009年4月8日 - 2010年3月31日）
- 由紀子の「人生花舞台」【小野由紀子】 （2009年6月6日 - 2010年9月25日）
- あなたと夜と音楽と【秋元順子】（2009年7月13日 - 2010年9月27日）
- 斉藤絹枝の応援歌（2009年5月5日 - 2010年12月29日）
- すがはらやすのり「名曲!生スタジオ」【すがはらやすのり】（2008年5月5日 - 2011年3月28日）
- チャールズの外人ダッテ演歌デショ?【チャールズ・エイヤーズ】（2011年3月28日終了）
- 行くぞ!ヨコハマセブン・ミッドナイトミュージック【ヨコハマセブン】（2009年4月6日 - 2011年7月28日）
- おはよう歌謡曲（2010年9月4日 - 2011年9月24日）
- 小金沢君の波乗り歌謡曲【小金沢昇司】 （2010年10月2日 - 2011年9月24日）
- 竹川美子のまあまあ聞きんさい!【竹川美子】（2011年9月27日終了）
- 林あさ美のモーニング・カフェ【林あさ美】（2010年4月3日 - 2011年12月31日）
- えんかe-ジャン!【和田青児】（2012年3月26日終了）
- 浩一・さとみのおはよう演歌（2011年10月2日 - 2012年3月25日）
- 北岡ひろしの音楽小町【北岡ひろし】（2011年11月5日 - 2012年8月25日）
- 名曲、思い出の宝石箱（2012年1月7日 - 2012年8月25日）
- 北野まち子の艶歌最前線（2012年3月3日 - 2012年6月30日）
- 花岡優平の歌の駅【花岡優平】（2010年10月4日 - 2012年9月24日）
- 松島進一郎・松村和子の演歌一直線【松島進一郎、松村和子】（2011年4月6日 - 2012年9月26日）
- 夜はこれから【金子ひとみ】（2011年6月13日 - 2012年12月31日）
- エンカペラGの朝からネバーギブアップ（2007年 - 2013年3月31日）
- 菅原やすのり「名曲!歌声道場」【菅原やすのり】（2011年4月4日 -2013年6月24日）
- 加東竜次とサニー・北野のSoul Brothers（2013年4月7日 -2013年6月30日）
- ご機嫌よう ひばりさん（2013年1月5日 - 2013年9月29日）
- 黒木憲ジュニアの千夜一夜【黒木憲ジュニア】（2013年9月30日 - 2013年12月30日）
- 川上大輔 月の王子さま【川上大輔】（2013年1月21日 - 2014年3月25日）
- 角川博の木曜劇場「モクゲキ」【角川博】（2012年7月5日 - 2014年6月26日）
- 北山みつきのゆったりゆらり【北山みつき】（2012年9月1日 - 2014年6月28日）
- 加門亮のパンドラの箱【加門亮】（2014年5月7日 - 2014年7月25日）
- 宮路オサムのゆめひろ演歌【宮路オサム】（2013年9月30日 - 2014年7月28日）
- 佳山明生のわがママナイト【佳山明生】（2014年7月2日 - 2014年11月26日）
- 永井みゆきとつかさ学の演歌推薦盤【永井みゆき、つかさ学】（2014年10月4日 - 2014年12月27日）
- 宍戸マサルとゆうたろうの歌謡ジャック【宍戸マサル、ゆうたろう】（2014年8月1日 - 2015年1月30日）
- ドルフィンな夜 金田知子と松村和子のHappy Night【金田知子、松村和子】（2014年10月2日 - 2015年3月30日）
- 水田竜子の歌って素晴らしい【水田竜子】（2005年4月5日 - 2015年6月30日）
- 加東竜次の歌ウォーカー!（2012年10月2日 - 2015年9月30日）
- 和田青児ミュージック魂【和田青児】（2012年4月1日 - 2016年1月3日）
- 佳山明生のうたの旅人【佳山明生】（2014年8月4日 - 2016年1月25日）
- 坂井隆夫のほのぼの歌謡曲（2003年9月29日 - 2016年3月26日）
- ウイングジャパン ホームラン歌謡曲（2013年7月7日 - 2016年3月27日）
- 23時の歌謡曲【泉ちどり】（2015年1月7日 - 2016年1月27日）
- かとうれい子の三丁目の純情（2011年10月1日 - 2016年4月30日）
- 斗南良子のシャンソン千夜一夜（2013年3月5日 - 2016年9月27日）
- 松村和子と立花英樹の歌仲間【松村和子、立花英樹】（2016年1月5日 - 2016年6月27日）
- あつみとファンファンのエンドレスナイト【大前あつみ、ファンファン】（2016年4月5日 - 2016年9月27日）
- 杉紀彦のラジオ村（1992年 - 2017年3月31日）
- ひばりさんからの手紙（2008年3月31日 - 2017年6月26日）
- ゆうたろうの歌エンタ【ゆうたろう】（2015年5月6日 - 2017年12月27日）
- あつみとみどりのエンドレスナイト【大前あつみ、小松みどり】（2016年10月4日 - 2018年3月27日）
- 浩二とチェウニの仲良し歌謡曲【半田浩二、チェウニ】（2016年2月3日 - 2018年3月28日）
- 長坂嘉明と本郷直樹の演歌の旅【長坂嘉明、本郷直樹】（2018年1月3日 - 2018年6月27日）
- ミッドナイト歌謡曲（2017年4月6日 - 2018年6月28日）
- モングン・かおるの歌の一番星【モングン、山口かおる】（2018年1月3日 - 2018年3月28日）
- モングン・みどりの歌の一番星【モングン、小松みどり】（2018年4月4日 - 2018年9月26日）
- アントンひろ子のあじざんまい【アントニオ古賀、扇ひろこ】（2016年2月1日 - 2018年9月26日）
- めぐみと圭司のおっしゃる通り、ごもっとも!【伊達めぐみ、岡本圭司】（2018年6月5日 - 2019年1月29日）
- さわち美欧 歌の花道【さわち美欧】（2018年4月2日 - 2019年3月25日）
- 博也とまどかの歌謡ロード【浜博也、大石まどか】（2015年4月3日 - 2019年4月29日）
- イチ押し!グッドナイト歌謡曲!（2019年5月6日 - 2019年7月29日）
- 花京院しのぶの望郷艶歌【花京院しのぶ】（2019年10月3日 -2020年1月30日）
- 節子と一枝のムーントーク【清水節子、大橋一枝】（2019年10月2日 - 2020年3月25日）
- 朝比奈あきこ・ときどき悪女になる夜は【朝比奈あきこ】（2019年10月3日 - 2020年3月26日）
- 紅晴美のみんな元気になーれ!【紅晴美】（2016年1月7日 - 2020年4月30日）
- 鈴瑚と圭司のおっしゃる通り、ごもっとも!【鈴瑚、岡本圭司】（2019年2月5日 - 2020年5月26日）
- ひろ子とみどりのミュージックサロン【扇ひろ子、小松みどり】（2018年10月3日 - 2020年6月29日）
- 千花有黄の道いろいろ【千花有黄】（2018年10月1日 - 2020年12月28日）
- 多岐川舞子のちょっと聞いておくれやす〜【多岐川舞子】（2019年8月5日 - 2020年12月28日）
- 鈴瑚と圭司のおっしゃる通り、ごもっとも2【鈴瑚（乙ナティック浪漫ス）、岡本圭司】（2020年7月7日 - 2021年3月30日）
- 湯原昌幸のシング・スウィング・ソング【湯原昌幸】（2019年10月3日 - 2021年6月24日）
- 歌謡曲だよ!朝比奈あきこ【朝比奈あきこ】（2020年4月2日 - 2021年6月24日）
- 竜次と夢乃の歌ウォーカー!【加東竜次、白川夢乃】（2015年10月7日 - 2021年10月25日）
- Rili.のドリームエンタメラボ（2024年5月6日 - 2024年12月30日）
- 沢田亜矢子の生きがいラジオ【沢田亜矢子】（2023年4月6日 - 2025年3月27日）
- 沢田亜矢子と松岡愛美のリミックスラジオ（2025年4月3日 - 2025年6月26日）
- 八代亜紀
  - 八代亜紀の演歌まわり舞台
  - ラジオ喫茶八代（2009年10月2日 - 2010年3月19日）
  - レコード喫茶八代（2010年4月6日 - 2012年9月25日）
  - ラジオ喫茶八代（2012年10月1日 - 2016年3月28日）
  - ムーンラウンジ八代（2016年4月4日 - 2024年3月25日）
  - 八代亜紀さん“想い出通り”【新田純一】（2024年4月1日 - 2024年9月29日）

### アイドル
- ラジオ日本ハロプロアワー
  - カントリー娘。のHappy Night（2006年4月6日 - 2006年9月28日）
  - ℃-ute キューティー☆パラダイス（2008年11月5日 - 2009年4月2日）
  - SS1422（2013年1月6日 - 2014年12月28日）
  - BZS1422（2012年7月8日 - 2015年3月1日）
  - カントリー・ガールズの只今ラジオ研修中!!（2015年3月15日 - 2015年3月29日）
  - カントリー・ガールズの只今ラジオ放送中!!（2015年4月5日 - 2019年12月22日）
  - 中島早貴のキュートな時間（2012年1月1日 - 2021年12月25日）
  - Hello! SATOYAMA&SATOUMI Club（2014年4月5日 - 2022年3月26日）
  - ハロプロ研修生の只今ラジオ勉強中!!（2020年1月5日 - 2022年3月27日）
- ラジオ日本NEXT
  - 東京女子流 小西彩乃のこにたん今夜もにっこにこにたん!【小西彩乃】（2013年10月2日 - 2015年12月30日）
  - 佐藤亜美菜の「この世に小文字はいりません!」（2011年4月5日 - 2016年3月29日）
  - 赤マルダッシュ☆の試しにいっぱい召し上がれ!!!!【赤マルダッシュ☆】（2015年4月6日 - 2016年9月26日）
  - 夏江紘実 エンタメドライブ!【夏江紘実】（2015年3月31日 - 2016年9月28日）
  - Dream5 日比美思 玉川桃奈のみこたま放送局。【日比美思、玉川桃奈】（2015年4月2日 - 2016年9月30日）
  - M!LKの牛乳ビンは卒業しました。【M!LK】（2015年4月3日 - 2016年9月30日）
  - 週刊 小林ゆう（2014年8月2日 - 2017年3月30日）
  - GEM伊藤千咲美&西田ひらりの｢ちさひらcafe｣【伊藤千咲美、西田ひらり】（2016年10月6日 - 2018年3月29日）
  - 菊地亜美の1ami9（2009年10月4日 - 2018年3月31日）
  - Salley's Studio【Salley】（2016年10月6日 - 2018年4月1日）
  - SUPER☆GiRLS宮崎理奈のナイスみやり!（2012年4月7日 - 2019年1月29日）
  - 佐武宇綺の宇宙を綺麗にするラジオ（2012年7月3日 - 2022年3月26日）
  - 大矢・高見のしゃべりスタ!（2013年4月3日 - 2022年3月30日）
  - Chuning Candy Tune Up Party!!【Chuning Candy】（2018年4月5日 - 2022年3月31日）
  - SUPER☆GiRLS阿部夢梨のナイスゆめり!（2019年2月5日 - 2023年12月30日）
- アービング
  - フォーリンラブ カンパニぃ（2003年10月開始）
  - RAMJAの愛言葉【RAMJA】（2007年終了）
  - GiFT【GiFT】（2007年終了）
  - GiFT&RAMJA エンターテインメント【GiFT、RAMJA】（2007年開始）
  - 加藤美穂のマジハート【加藤美穂】（2007年開始）
  - 美月TOKYO GIRLSトーク【美月】（2009年3月31日終了）
  - まいちのぉそゆ〜Cafe♡【高橋真依子】（2009年4月7日 - 2010年12月28日）
  - 阿部真里の興味しんしん【阿部真里】（2011年1月4日 - 2012年6月26日）
  - カロリナの恋するカーニバル【カロリナ】（2012年7月3日 - 2013年12月31日）
  - 渡辺舞と永尾まりやのTuesday Night（2014年1月7日 - 2016年12月27日）
  - 竹内渉と片山陽加のみゅーじっく☆ほりっく（2014年10月2日 - 2016年12月29日）
  - 奈緒と梛野里佳子のきのみきのまま【奈緒、梛野里佳子】（2017年1月5日 - 2017年11月30日）
  - 阿井莉沙と堀みづきのブリリアントガール（仮）【阿井莉沙、堀みづき】（2017年1月3日 - 2017年4月4日）
  - 阿井莉沙と堀みづきのブリリアントタイム【阿井莉沙、堀みづき】（2017年4月11日 ‐ 2018年3月27日）
  - ザ・ショーケース【工藤大貴、前田瑞貴】（2017年12月7日 - 2018年4月26日）
  - 南條有香と原あや香のふんわりハーモニー【南條有香、原あや香】（2018年4月3日 - 2018年9月25日）
  - 原あや香と下京慶子のラブ&ファイティング【原あや香、下京慶子】（2018年10月2日 - 2019年4月30日）
  - あや香・琳花・百萌香のFLOWER GARDEN【原あや香、樫本琳花、嶋崎百萌香】（2019年5月7日 - 2019年6月25日）
  - 沙央くらまのKURAMA de ナイト!【沙央くらま、アービング所属俳優[注 3]】（2018年5月3日 - 2020年6月25日）
  - そんなバナナ【御堂耕平　小椋涼介[注 4]】（2019年7月2日 - 2022年6月28日）
- 西田エリ
  - 西田エリのみずいろ日記（2005年9月開始）
  - 西田エリのSeason memory（2006年5月7日開始）
  - 西田エリの君がいるから（2008年3月1日 - 2009年5月30日）
  - 西田エリの夢色日記（2009年6月6日 - 2010年3月27日）
- 上記以外のアイドル冠番組
  - 小川知子のDJ【小川知子】
  - セイントフォーの“みんな起きてる?”【セイントフォー】
  - 森高千里ミッドナイト・クイーン【森高千里】（1988年1月1日開始）
  - 酒井法子のストレートライフ・夢色プリズム【酒井法子】
  - BiSのビッスン?（2013年1月6日 - 2014年7月5日）
  - Kanaコレ!【KANAKO】（2015年10月3日 - 2016年8月28日）
  - X21 吉本実憂カラフルボックス【吉本実憂】（2013年4月6日 - 2016年9月24日）
  - FlowerNotesの花あかり【Flower Notes】（2017年4月4日 - 2018年3月27日）
  - 小田飛鳥とキングダム【小田飛鳥】（2018年4月6日 - 2018年12月28日）
  - ノイミーといっしょ【鈴木瞳美（≠ME）】（2021年4月3日 - 2021年6月26日）
  - 小田飛鳥ですよ。【小田飛鳥、ですよ。】（2019年1月4日 - 2022年1月28日）
  - ≠ME 鈴木と冨田のりんりん7!【鈴木瞳美、冨田菜々風（≠ME）】（2021年7月3日 - 2022年3月26日）
  - まねきケチャのケチャたましい30分【まねきケチャ】（2022年8月5日 - 2022年12月30日）
  - .BPMの月曜からドット話しましょう powered by MUSIC PLANET【.BPM】（2022年10月3日 - 2022年12月26日）
  - ベイビークレヨン〜1361〜が東京ドームに立つまで【BABY-CRAYON〜1361〜】（2023年1月6日 - 2023年12月29日）
  - chuLa蒼井聖南・楠こはなのchuLadio【chuLa】（2023年4月3日 - 2024年3月25日）
  - レッツゴー!仮面ライダーGIRLS（2017年4月7日 - 2024年3月29日）
  - てぃあどろっぷ!のてぃらじお!（2024年4月1日 - 2025年3月31日）
- その他
  - アイドル・モーニングコール
  - カンムリラジオ（2012年1月7日 - 2013年3月30日）
  - ザ・カンムリラジオ with プロインタビュアー・吉田豪（2013年4月5日 - 2015年3月27日）
  - 100%女子のホンネ〜ガールズ・リサーチ・プレス〜（2017年8月5日 - 2018年6月30日）

### 声優・アニラジ
- 声優パーソナリティ
  - 若山弦蔵ショー【若山弦蔵】
  - ペアペアアニメージュ（1986年10月 - 1987年3月）
  - 林原めぐみのHeartful Station（1991年4月9日 - 1991年8月6日）
  - 愛河里花子の生臭さラジオ（1998年10月2日 - 1999年10月1日）
  - 瞳と光央の爆発ラジオ（1996年10月 - 2001年3月）
  - 美佳子の非難GO!GO!（2000年10月6日 - 2001年3月30日）
  - 上恭ノ介と普天間かおりのときめきナイト【上恭ノ介、普天間かおり】
  - G.L.S. 〜歌姫たちのトライアングルスクランブル〜【yozuca*、佐藤裕美、YURIA】（2003年10月 - 2003年12月）
  - 福井裕佳梨のアキバ帝国【福井裕佳梨】（2005年 - 2006年3月）
  - アキバ系☆絶対領域【ショッカーO野、福井裕佳梨】（2006年4月開始）
  - こえたま!ラジオ!!ファンタジスタ!（2006年10月 - 2008年3月）
  - 週刊 小林ゆう（2014年8月2日 - 2017年3月30日）
  - だからBもスキ〜バスケットビスケット〜〔声優Jrバスケ3x3 SJ3.LEAGUE〕【駒田航、竹内ゆうか】 （2018年12月2日 - 2019年11月30日）
  - やっぱりSが好き〜SAY YOU! LOVE ME!（2018年1月6日 - 2019年12月28日）
- VRアイドル・Vライバー
  - IRIAMバーチャルラジオ営業所（2019年8月3日 - 2020年3月28日）
- アニメ
  - 電脳戦隊ヴギィ'ズ★エンジェル（1996年1月7日 - 1996年7月15日）
  - 勇者指令ダグオン（1996年10月 - 1997年3月）
  - 平成タイムボカン（1996年10月 - 1997年3月）
  - GJ部 天使恵のビルドアップするラジオ♪（2013年4月2日 - 2013年6月25日）
  - ラジ米 -WE RADI RICE-（2017年10月9日 - 2017年12月31日）
- ゲーム
  - の〜みそこねこねラジオコンパイル（1995年7月 - 1998年1月）
  - みずたまメモリーズ（2001年7月 - 2001年9月）
  - ネオロマンス・Paradise（2001年10月 - 2002年4月）
  - 高円寺女子サッカー（2014年10月6日 - 2015年6月29日）
- パケdioチャンネル
  - りょうとりゆのパケdioエンタチャンネル【堀川りょう、小坂りゆ】（2005年10月3日 - 2006年3月27日）
  - 堀川りょうのパケdioアニラジチャンネル【堀川りょう】（2006年4月3日 - 2006年9月25日）
  - 市川洋介のパケdioHEROチャンネル こっそりお夜食【市川洋介】（2006年7月6日 - 2006年9月28日）
  - 堀川りょうと市川洋介のパケdioアニラジチャンネル【堀川りょう、市川洋介】（2006年10月2日 - 2007年7月30日）
- バーディ企画
  - 土曜の夜ですウハウハ大放送 アニメストリート（1999年5月1日 - 2005年3月25日）
  - ウハウハ大放送 アニメストリート（2005年4月5日 - 2010年9月28日）
  - ウハウハ大放送（2010年10月5日 - 2012年9月25日）
  - ウハステーション（2012年10月2日 - 2015年6月30日）
- 1422 V-STATION＜ラジオ大阪OBC＞
  - MAMI☆OMO Radio Caravan（1998年4月終了）
  - 池澤春菜のぱちモンOSAKA（1998年4月 - 1999年3月）
  - 宮村優子の直球で行こう!（1996年10月 - 2000年9月）
  - 美佳子のぱよぱよ（2000年10月 - 2001年3月）
  - 大地ラヂオ【大地丙太郎、齋藤彩夏】（2002年4月 - 2002年9月）
  - 豊嶋真千子・岩田光央 アスパラFUN!!（2002年4月 - 2003年9月）
  - 國府田マリ子のGM（2003年4月開始）
  - 高田広ゆきラヂヲシティホール（2003年10月 - 2004年3月）
  - ゆる蔵、うれしいね。（2002年4月 - 2004年9月）
  - 舞-HiMEラジオ 風華学園放送部（2004年4月 - 2004年9月）
  - 飯塚雅弓のMEGA-TONスマイル（2000年10月6日 - 2004年9月30日）
  - ラジオアベノ橋魔法☆商店街（2003年4月 - 2005年3月）
  - ゆる蔵、うれしいね。+ワン!（2004年10月 - 2005年3月）
  - ウラモモーイ（2005年4月4日 - 2006年4月3日）
  - ドットシティ Presents 中川翔子 しょこたうん【中川翔子】（2006年4月10日 - 2006年9月）
  - あいまいなオカピ（2005年4月 - 2006年12月）
  - BLEACH “B” STATION（2005年4月4日 - 2007年3月）
  - CELL DIVISION Keep on doing（2006年10月 - 2007年9月）
  - 福井裕佳梨の福袋（2007年4月9日 - 2007年10月1日）
  - せいやん・YURIAの 美少女ゲームは嫌い（2007年3月31日 - 2009年3月28日）
  - スウィートジャンクション（2004年10月 - 2009年4月6日）
  - ポリケロこんじゃく（2009年4月13日 - 2009年12月28日）
  - 森久保祥太郎・寺島拓篤・梶裕貴 ★★★プロデュース（2010年1月4日 - 2011年10月3日）
  - 南里侑香 あなたと私のうた【南里侑香】（2011年10月10日 - 2012年4月2日）
  - 恋するチコ☆ニーニャ【森久保祥太郎、田村睦心】（2012年4月9日 - 2013年1月28日）
  - 岩田光央・鈴村健一 スウィートイグニッション（2003年10月 - 2013年6月24日）
  - 森久保祥太郎・浪川大輔 つまみは塩だけ【森久保祥太郎、浪川大輔】（2013年2月4日 - 2013年6月24日）
  - 四十五番目の話（2014年4月7日 - 2014年6月23日）
  - 堀川りょうの声優への道【堀川りょう】（2009年1月6日 - 2014年8月28日）
  - ラジオ雨色ココア（2014年9月5日 - 2017年10月5日）
  - ラジオあめこん!!（2017年10月12日 - 2018年10月18日）
  - ラジオ雨色ココアside G（2018年10月25日 -  2019年3月29日）
- その他
  - 野川さくらのマシュマロ♪たいむ（2002年10月 - 2004年9月）＜ラジオ関西＞
  - CLUB COUNTRY〔代々木アニメーション学院〕（2006年4月開始）
  - VOICE CREW（2010年4月13日 - 2011年3月29日）＜NACK5＞
  - 長谷川玲奈の会いにきなせや【長谷川玲奈】（2021年8月7日 - 2021年9月25日）＜BSN新潟放送＞

### その他の音楽
- きいたもん勝ち〔日本テレビ音楽〕
  - オノ・アヤコのきいたもん勝ち【オノ・アヤコ】（2003年10月開始）
  - LAST ALLIANCEのきいたもん勝ち【LAST ALLIANCE】（2006年4月1日 - 2006年8月26日）
  - アルメニアのきいたもん勝ち（2006年9月2日 - 2006年12月30日）
  - 相沢巧弥子のきいたもん勝ち【相沢巧弥子】（2007年1月6日 - 2007年6月30日）
  - 石田美穂子のきいたもん勝ち【石田美穂子】（2007年7月7日開始）
  - ひまりのきいたもん勝ち【ひまり】（2008年4月5日 - 2008年9月27日）
  - ボブとモヒカンのきいたもん勝ち（2008年10月4日 - 2009年3月28日）
  - 峰香代子のきいたもん勝ち（2009年4月4日 - 2009年6月27日）
  - Tiaraのきいたもん勝ち【Tiara】（2009年7月4日 - 2009年9月26日）
- 歌手・音楽家パーソナリティ（上記以外）
  - スネークマンショー（1978年3月終了）
  - ゴー・ゴー・ナイアガラ【大瀧詠一】（1975年6月23日 ‐ 1978年9月25日）
  - ミッドナイト・ファンタジー～森山良子・愛の広場～
  - コウタローのともだちと友達の詩
  - ビックウエーブアイランド【千葉和臣、水野きみこ】
  - おりも政夫感度良好【おりも政夫】
  - 歌の目覚まし・本間千代子の夫婦でおはよう【本間千代子】
  - サムシングNOW ユーミンの世界
  - ユーミン SURF & SNOW（1980年10月開始）
  - LAUGHIN' NOSEのDo it!【LAUGHIN' NOSE】（1987年4月、日比谷野外音楽堂での将棋倒し死亡事故に伴う謹慎で打ち切り）
  - 真行寺恵里 ROCK ERIGONOMI 2（1999年4月5日 - 2003年3月31日）
  - ドリーミングの元気100倍!【ドリーミング】
  - ドリーミングナイト【ドリーミング】（2003年9月終了）
  - おちあいさとこのちっちゃなつぶやき（2003年9月終了）
  - ダークダックスのダークと歌う仲間たち【ダークダックス】
  - 井上泉のGOOD TIME MUSIC
  - 美裸のおしゃべりシャワー【千葉美裸】（2006年4月開始）
  - 滝純子のおだまりッ!（2006年10月6日 - 2007年3月30日）
  - 滝純子の虹色日曜日（2007年4月7日 - 2007年8月26日）
  - パパナチョ音楽室【PAPAS&NACHOS】（2008年終了）
  - ハープセラピスト小倉知香子の愛の引き潮（2007年10月5日 - 2008年9月26日）
  - 山崎ハコの本日のおハコ【山崎ハコ】（第1期：2004年開始、第2期：2007年7月 - 2009年3月26日）
  - 千田知都子のまた会えますか（2008年4月5日 - 2009年3月28日）
  - レインブックのミュージックフォトブック【rain book】（2009年1月5日 - 2009年9月28日）
  - 藤間瑠依の幸せの扉【藤間瑠依】（2009年10月7日 - 2009年12月30日）
  - イザナギTaROのおとなラジオ（2009年11月5日 - 2010年3月25日）
  - 大友直人 音楽のちから【大友直人】（2010年4月3日 - 2010年7月31日）
  - まきちゃんぐの好きにさせてよ!【まきちゃんぐ】（2011年11月6日 - 2012年1月29日）
  - ミッドナイトカウボーイ【宮前ユキ】（2007年10月 - 2012年6月25日）
  - Chie EIGHTEEN LOVE DAYS DREAM PROJECT（2013年2月6日 - 2013年4月24日）
  - 赤城しげるYOKOHAMA88番地（2013年1月7日 - 2013年9月30日）
  - 川瀬泰雄のオトナジカン（2012年4月2日 - 2014年9月29日）
  - 原めぐみ&塩塚博のミラクルショット【原めぐみ、塩塚博】（2014年4月7日 - 2015年3月23日）
  - 田中京のおいしい時間（2017年1月2日 - 2017年9月25日）
  - 新東京商店街【久保田祐司】（2017年2月1日 - 2018年9月26日）
  - 大瀧詠一「ゴー・ゴー・ナイアガラ」ベストセレクション（2018年12月23日 - 2019年3月31日）
  - 前野健太のラジオ100年後【前野健太】（2016年10月3日 - 2020年9月27日）
  - Harmonic Groove!!（2015年10月3日 - 2021年9月25日）
  - 空人和人のラジオの原因。【原因は自分にある。（大倉空人、杢代和人）】（2020年10月4日 - 2022年6月26日）
  - 荒川和子 レインボウコネクション【荒川和子】（2009年7月2日 - 2023年6月28日）
  - Waiveの「8割ウソRADIO」【Waive】〔ZEUS WiFi〕（2025年1月7日 - 2025年6月24日）
- 洋楽
  - 全米トップ40（1972年10月14日 - 1986年9月27日）
  - ダイ&チャッピーのワールドトップ40（2005年10月 - 2006年3月）
  - 全米トップ40 THE 80'S（2010年10月2日 - 2017年3月19日）
  - 全英トップ20
  - 染谷恵二的JukeBox【染谷恵二】
  - Just Radio Days【染谷恵二】
  - イエスタディポップス（2003年3月終了）
  - イエスタディポップス・ウィズ・シネマダイヤリー（2003年4月 - 2011年3月27日）
  - THIS IS ELVIS【ビリー諸川】（2010年4月8日 - 2015年3月24日）
- クラシック音楽
  - Classic 1st（2009年3月19日終了）
  - クラシカル・ナイト【松浦このみ】（2010年9月26日終了）
  - どこかで聞いたクラシック【高橋広樹】（2011年4月1日 - 2013年3月22日）
- ジャズ
  - ナウ・ザ・タイム あきえとジャズ
  - ジャズ黄金時代
  - 私のジャズコレクション
  - JAZZ TIME '99 - '02（1999年4月 - 2002年12月）
- ロック
  - 伊藤政則のRock Today【伊藤政則】
  - サタデー・ナイト・スペシャル ロック・ザ・ナイター
  - ロック ウィズU!（2013年1月5日 - 2015年9月27日）
- フォークソング
  - フォークカプセル【マイク眞木→森山良子】（1966年開始）
  - フォーク魂（2007年10月 - 2015年3月26日）
- J-POP
  - J-POPモーニング
  - J-POPパラダイス（2008年3月終了）
  - J-POP1422（2012年4月7日 - 2015年3月26日）
- 特別番組
  - 横浜音楽祭（1974年 - 1991年）
- その他
  - Port jockey
  - MUSIC BY SUNSET
  - ディスクジョッキーパレード
  - 真夜中のアーティストルーム
  - お昼のポピュラー・リクエスト
  - 志摩夕起夫の土曜ポピュラー大全集【志摩夕起夫】
  - ポプコンハウス
  - ハロー!ヤング・ラブ（スタジオでの生と後楽園ゆうえんちでの公開録音があった）
  - ONKAN倶楽部530
  - 電リクブラザーズ
  - 深夜音楽大百科
  - うたってないと
  - 麻布台フェティッシュミュージッククラブ
  - 水曜ミッドナイトパーティー（1996年8月 - 1997年3月）
  - KEIKYUミュージックトレイン〔京浜急行電鉄〕（1958年12月 - 2001年3月29日）
  - アーチストBOX（2003年4月 - 2003年）
  - ストリート・ドラゴン（2003年終了）
  - bossanova breeze（2003年4月 - 2003年9月）
  - シーン河合のPOP'ん?ないと（2003年開始）
  - ミュージック・ウォーク（2003年10月開始）
  - 今週のインストア!〜最新CDシングルカタログ情報〜（2003年10月開始）
  - ソング・マイ・ライフ（2003年10月開始）
  - 歌姫たちのトラスク（2003年10月開始）
  - おとじまん（2006年4月開始）
  - ゴスペル・レディオ・レボレボリューション（2007年9月終了）
  - my beat tracks
  - あの時キミは（2008年3月終了）
  - ミュージック・トラベラー（2008年4月 - 2009年3月28日）
  - ユア・ソングス（2008年9月28日 - 2009年3月29日）
  - 最新!ミュージック・ファイル（2008年9月28日 - 2009年3月29日）
  - アーチスト・ワンズ（2008年9月26日 - 2009年3月30日）
  - アーバン・ソウルナイト（2008年10月1日 - 2009年4月1日）
  - エターナル・コレクション（2008年10月2日 - 2009年4月2日）
  - グッドナイト&グッドミュージック（2006年10月 - 2009年4月24日）
  - ポートジョッキー【ミック・ボンド】（2005年10月 - 2009年7月25日、ラジ関RETURNS）
  - LIVE AFTER MIDNIGHT【手代木宇】（2009年9月30日終了）
  - ブルーグラス・エクスプレス【鈴木文雄】（2008年9月26日 - 2010年3月26日）
  - Memories（2010年4月1日終了）
  - ミュージック・ジャングル（2007年4月 - 2010年4月6日）
  - 昭和のジュークボックス〜久世光彦マイ・ラスト・ソング（2011年3月25日終了）
  - フュージョン・ストリート（2010年10月5日 - 2011年3月25日）
  - ぼくらのレジェンド（2010年10月3日 - 2011年3月27日）
  - ミュージックファイル・プラス（2009年4月4日 - 2011年6月6日）
  - ケペル木村の中南米音楽館（2010年10月3日 - 2011年6月25日）
  - 朝のイージーリスニング（2011年4月3日 - 2011年9月25日）
  - ザ・流行歌!【今井伊佐男】（2009年10月2日 - 2011年9月29日）
  - マンスリー・ミュージック（2011年9月2日 - 2011年10月28日）
  - ラジオ日本コレクション THE LIVE【高橋広樹】（2011年10月4日 - 2012年3月29日）
  - ふーちゃんのアジアン・ミュージック・ブレイク（2011年1月5日 - 2012年6月27日）
  - 月6音楽団（2012年4月2日 - 2012年9月24日）
  - 僕らのオムニバスソングス（2009年 - 2012年9月29日）
  - ミュージックジャムナイト!（2013年2月7日 - 2013年9月25日）
  - 僕らのシンガー・コレクション【加藤裕介】（2011年4月2日 - 2013年9月27日）
  - 狸穴NIGHT CLUB（2013年10月1日 - 2014年3月27日）
  - 流行歌最前線!（2011年10月8日 - 2014年12月26日）
  - 佐藤利明の唄えば天国【佐藤利明】（2014年10月1日 - 2014年12月31日）
  - テッパン!SinGirl【川合鉄平】（2011年10月1日 - 2015年3月26日）
  - I LOVE MUSIC（2014年4月5日 - 2015年3月28日）
  - J-Beat Box（2015年3月31日 - 2015年9月22日）
  - ヴィンテージ音楽館（2015年4月5日 - 2015年9月27日）
  - デイ・サウンズ（2014年10月1日 - 2016年1月1日）
  - Sunday Soul Night（2015年10月4日 - 2016年3月27日）
  - 新堀ギター・ミュージックセラピー〔新堀ギター音楽院〕（2016年4月3日 - 2016年6月26日）
  - 宮治淳一のラジオ日本名盤アワー【宮治淳一】（2014年4月5日 - 2017年3月26日）
  - MJMミュージックアワー（2011年10月6日 - 2018年9月27日）
  - DJ's File（2019年4月2日 - 2020年9月25日）

### ラジオドラマ・朗読
- ラジオドラマ
  - 杉崎智介の泣ける歴史ドラマ（2011年11月 - 2012年1月27日）
  - 杉崎智介ミステリー（2012年2月3日 - 2012年4月27日）
- 朗読
  - 宮本武蔵【徳川夢声】（1961年12月9日 - 1963年9月17日）
  - 芥川隆行のお昼の名作文庫【芥川隆行】
  - 夜の図書室（2006年9月29日 - 2009年10月1日）

### お笑い
- お笑い芸人パーソナリティ
  - アニマル梯団のGOING MONDAY【アニマル梯団】（1999年3月29日終了）
  - アニマル梯団のSUPER RADIO JUNK【アニマル梯団】
  - 清水アキラの本当にありがとう!【清水アキラ】（2007年10月 - 2009年3月28日）
  - よゐこのアキパラ（2006年4月4日 - 2008年7月29日）
  - 立川こしらのこしら・える時間【立川こしら】（2008年10月2日 - 2010年9月25日）
  - チーモンチョーチュウのるんるんラジオ【チーモンチョーチュウ】（2011年4月5日 - 2013年3月26日）
  - 立川志ら乃のサブカル天国【立川志ら乃】（2008年4月3日 - 2014年9月26日）
  - マキタスポーツラジオはたらくおじさん（2011年4月1日 - 2015年3月28日）
  - ネガ⇒ポジ【マシンガンズ】（2014年10月3日 - 2022年3月26日）
  - 佐藤満春 in 休憩室【佐藤満春】（2012年11月3日 - 2024年3月30日）
- 演芸
  - お笑い!ネタとこ勝負（2002年1月 - 2006年9月）
  - まくら@ラクゴ（2005年10月6日 - 2007年3月29日）
  - 笑ってE-じゃん!（2006年4月開始）
  - 巣鴨バラエティ劇場 今が旬【三田村夏子、長尾和樹、愛うえお】（2007年4月 - 2007年6月28日）

### 趣味
- 娯楽情報
  - モーニング・ブック・ムービ&イベント・チェック（2015年3月29日終了）
  - モーニング・チェック（2015年4月5日 - 2019年3月31日）
- 映画
  - イエスタディポップス・ウィズ・シネマダイヤリー（2003年4月 - 2011年3月27日）
  - 鈴木美潮の映画音楽大全集【鈴木美潮】（2006年10月 - 2013年3月26日）
  - 美潮シネマズ【鈴木美潮】（2015年4月6日 - 2017年3月27日）
- 鉄道
  - 鉄道くらぶ（2009年10月3日 - 2012年12月30日）
  - 斉藤雪乃のイチバンセン!【斉藤雪乃】（2012年1月7日 - 2019年1月28日）
- 釣り
  - ベスト・フィッシング・クラブ
- パチンコ
  - パチマガ攻略ラジオ!〜ゴリラのツボ〜〔サミー〕（2003年9月終了）
  - Sammyプレゼンツ 平ちゃんのパチンコパチスロ情報ラジオ!〜ゴリラのツボ〜〔サミー〕（2003年10月開始）
  - レオ子の勝ちパチ7!【森本レオ子】（2012年10月5日 - 2013年3月22日）
  - レオ子の勝ちパチ7Z【森本レオ子】（2013年4月6日 - 2014年9月28日）
- 占い
  - びびこのMOON 月 SEE STAR（2011年4月2日 - 2012年3月31日）
  - ウラナビ!〔エムティーアイ 電話とメール鑑定のウラナ〕【大浦龍宇一、武藤香奈】（2016年10月4日 - 2017年3月28日）
- 懸賞
  - 懸SHOWタイム（2005年6月 - 2007年9月）
  - 品川美容外科PRESENTS 懸賞タイム（2009年9月4日 - 2010年3月26日）
- その他
  - ドライヴ・ア・ラ・カルト【国沢光宏】（2021年3月27日終了、毎年10月 - 3月期）

### 一社提供
- わかさ生活＜KBS京都＞
  - わかさ生活社長 角谷建耀知の人生は蒔いた種の通りに実を結ぶ（2015年1月5日 - 2015年12月28日）
  - 角谷建耀知 夢、約束の聖地（スタジアム）（2017年4月3日 - 2017年9月25日）
  - 女の子だって甲子園!〜夢、約束の聖地（スタジアム）〜（2018年6月11日 - 2018年12月3日）
  - ココロもカラダもHappyに 若々ラジオ（2022年1月8日 - 2023年9月30日）
- 健康食品・美容
  - 高杢禎彦のいきいき健康トーク〔東洋神宝〕（2006年1月 - 2007年9月）
  - ミッキー安川のオレンジマンデー〔オフィスヤスカワ〕（2006年7月 - 2010年2月1日）
  - マット安川のオレンジマンデー〔オフィスヤスカワ〕（2010年2月8日 - 2010年2月22日）
  - 梅田悦生の幸せ変更線〔バイオサプリ〕（2008年4月5日 - 2010年11月27日）
  - 悠々百科〔バイオサプリ〕（2010年11月27日終了）
  - 上田利治の朝からどうでっか〔バイオサプリ〕（2007年10月7日 - 2010年11月28日）
  - いつでもキラリ!いい気分〔健康サポートセンター〕（2019年6月29日終了）
  - みんなのイキイキ生活〔はつらつ堂〕（2019年9月24日終了）
  - 転ばぬ先のお役立ち情報!〔新大和漢方〕（2019年9月29日終了）
  - おしえて!梅田先生のなっとくラジオ〔自然生活〕（2019年12月29日終了）
  - これで解決!梅田先生におまかせ!〔自然生活〕（2020年1月26日終了）
  - シャキッと元気倶楽部〔再春館製薬所〕（2020年2月2日 - 2020年4月26日）
  - ビューティフルデイズ〔メディプラス〕（2020年3月7日 - 2020年5月30日）
  - 耳より健康便り〔新大和漢方〕【高山景子】（2020年6月24日終了）
  - 立松さとるのスカッと!爽快気分〔はつらつ堂〕（2020年6月28日終了）
  - 健康とっておき〔新大和漢方〕（2020年6月28日終了）
  - セネラジオ〔セネジェニックスクリニック東京〕【永井恒志　中村ゆう子】（2020年4月7日 - 2020年6月30日）
  - ハッピーのアンテナ〔バイオサプリ〕（2020年9月27日終了）
  - 健康情報局〔バイオサプリ〕（2021年3月27日終了）
  - ギュッと健康エッセンス〔リアルメイト〕（2020年10月4日 - 2021年3月28日）
  - 元気スイッチ〔バイオサプリ〕（2020年7月5日 - 2021年4月25日）
  - すっきり快調・新習慣〔グローバルフーズ〕（2021年6月5日 - 2021年7月31日）
  - 立松さとるのスカッと!爽快気分〔はつらつ堂〕（2020年11月7日 - 2021年9月25日）
  - ひよこで踊るラジオ〔ファーマフーズ〕（2020年10月4日 - 2021年9月26日）
  - 目から鱗の爽快気分〔はつらつ堂〕（2022年2月5日 - 2022年5月21日）
  - しあわせ応援ラジオ〔アカシアの樹〕（2022年6月5日 - 2022年7月31日）
  - 健康ステップアップ〔新大和漢方〕（2022年2月5日 - 2022年9月25日）
  - 健康知恵袋〔新大和漢方〕（2019年10月5日 - 2022年9月30日）
  - 健やかインフォメーション〔栄光フーズ〕（2022年4月9日 - 2023年6月25日）
- ラジオショッピング
  - NDKジャパンラジオショッピング（2003年開始）
  - アール・エフ 元気ハツラツショッピング（2003年10月開始）
  - テレマートラジオショッピング
  - 滝本猛夫の楽ちん大革命（2008年4月6日 - 2008年9月28日）
  - 快適生活ラジオショッピング（2012年10月1日 - 2014年3月28日）
  - まいどあり〜。（2018年4月7日 - 2019年9月28日）
  - お届け〜幸せマルシェ〜（2019年7月21日 - 2019年9月28日）
  - 斉藤リョーツ「これい〜よ」【斉藤リョーツ】（2019年10月5日 - 2019年12月28日）
  - いいものテンミニッツ!（2020年3月29日終了）
  - 小倉・IMALUの○○玉手箱【小倉淳、IMALU】（2020年1月5日 - 2021年3月28日）
  - わくわくをお届け!ジャパネットたかたラジオショッピング（2021年7月1日 - 2021年9月）
  - みんなの元気!いきいきラジオ（2020年9月6日 - 2022年9月25日）
  - にこやか本舗 〔ふくふく本舗〕（2022年10月30日終了）
  - サトケンの買って!?ちょ〜だい!（2011年7月 - 2023年3月28日）
  - ラジオ日本ショップ ラジオショッピング（2014年3月31日開始 - 2023年12月31日終了）
  - ラジオの扉〜健やかインフォメーション（2023年7月1日 - 2024年9月29日）
- 冠スポンサー
  - SKY PerfecTV! presents パーフェクト・サッカー〔SKY PerfecTV!〕（2003年9月終了）
  - 日本香堂ヒーリングステーション・ときめきフォーエバー〔日本香堂〕【窪田等】
  - DHC Presents 神保美喜のブリリアントな女性たち〔DHC〕【神保美喜】
  - GMA Saturdayナビゲーション〔GMAエンタープライズ〕【岡崎公聡】
  - ラジオ健遊館 健やかに遊ぼう
  - 七月堂 響音遊戯（2008年10月2日 - 2009年1月29日）
  - TEPCOとっておきの話〔東京電力〕（2003年4月 - 2011年3月27日）
  - 品川近視クリニックpresents プレラジ（2010年4月6日 - 2010年12月28日）
  - 品川近視クリニックpresents かすみ果穂ナイト（2011年1月4日 - 2011年3月29日）
  - ラステルお葬式教室（2012年7月1日 - 2013年3月31日）
  - ニチリョク終活実践講座〔ニチリョク〕（2013年4月7日 - 2013年9月29日）
  - HILTEX presents ハードワーカーズ（2014年4月4日 - 2014年12月26日）
  - らじおBS11〔BS11〕（2015年9月6日 - 2016年2月28日）
  - BAY QUARTER CLUB〔横浜ベイクォーター〕（2014年10月6日 - 2017年7月31日）
  - ユニバーサルホームプレゼンツ あなたを守りたい〔ユニバーサルホーム〕（2017年4月3日 - 2017年9月25日）
  - 住建情報センタープレゼンツ 健者の砦（2016年5月3日 - 2018年4月26日）
  - DeNA BAY SPORTS〔DeNA〕（2018年4月2日 - 2018年9月24日）
  - CHCグループ 地球にやさしいラジオ（2018年5月6日 - 2018年10月28日）
  - HOMEST presents Homeyトーク 〜本当にいい家教えます〜〔ホーメスト〕（2017年4月5日 - 2018年10月31日）
  - JAグループpresents とれたて旬ラジオ〔JAグループ〕（2017年11月4日 - 2019年3月30日）
  - ホルモードオリーブ研究所Presents ikuko Tuneのほっこり研究所（2019年4月6日 - 2019年12月28日）
  - ESSPRIDE presents ニッポンの底力 社長チップスRADIO（2017年9月7日 - 2020年3月26日）
  - bravesoft presents「目指せ最強!ハッカーRADIO」【菅澤英司、池澤あやか】（2020年2月4日 - 2021年2月23日）
  - NON STYLE井上・ホットリンクいいたかの「#バズらない話をしようか」〔ホットリンク〕【井上裕介（NON STYLE）、いいたかゆうた】（2021年4月6日 - 2021年9月28日）
  - 高橋真麻 RADIO AFFLUENT －大人のこだわり－【高橋真麻】（2021年4月6日 - 2021年9月28日）
  - b-monster〜二世姉妹社長の反骨radio【塚田美樹、塚田眞琴、山村美智】（2021年4月1日 - 2021年12月30日）
  - JYU-KENプレゼンツ 健者の砦（2021年12月7日 - 2022年11月29日）
  - ロイヤル介護相談室【レギュラー】（2022年6月3日 - 2023年5月26日）
  - JYU-KENプレゼンツ 健者の砦（2024年5月2日 - 2025年6月26日）
- スポンサー役員パーソナリティ（上記以外）
  - たかの友梨の幸せのバイブル〔不二ビューティ〕【たかの友梨】（2003年9月終了）
  - 人に人生あり〔東洋食品興業〕（2003年10月開始）
  - 子安裕樹のミッドナイトSOSO〜!〔YMCメディカルトレーナーズスクール〕【子安裕樹】
  - 裏のない10分の時間〔ファバラ〕【山田耕榮】（2006年10月7日 - 2009年12月19日）
  - コーチングRadio〔コーチ・トゥエンティワン〕（2010年3月1日 - 2011年2月28日）
  - 飯田正己の「こころをつかむ」〔ロゼッタ〕（2012年10月6日 - 2012年12月29日）
  - roots〜決断の瞬間〜〔ブレイン〕【天毛伸一】（2012年8月7日 - 2013年3月25日）
  - 出口汪の平成世直し塾〔水王舎〕【出口汪】（2012年3月6日 - 2013年3月26日）
  - 信子の部屋〜MADAME SHINCO's Room〜〔カウカウフードシステム〕【マダム信子】（2012年10月4日 - 2014年3月27日）
  - 原田浩太郎のもめんください〔ハニーファイバー〕（2012年10月5日 - 2014年3月28日）
  - 人生たな卸!聞くに聞けないここだけの話〔日本葬祭アカデミー教務研究室〕（2013年10月6日 - 2014年3月30日）
  - 宮崎美千子のビューティ・マジック!〔ビ・マジーク〕（2014年1月4日 - 2014年6月28日）
  - ロマンの法則〜最高の相続・家族を求めて〜〔平田資産経営研究所〕（2013年6月3日 - 2015年3月27日）
  - 山あり谷あり〜亀山祥之 人生を語る〜〔大分県農業研究所〕（2014年10月6日 - 2015年9月28日）
  - 3分英会話 ここだけの話by本城武則〔EQ英会話〕【本城武則】（2015年9月6日 - 2015年12月27日）
  - Dr. 龍の世界基準の笑顔を作るスマイルワークアウト〔医療法人社団RMDCC〕（2015年10月4日 - 2016年3月27日）
  - あしたラジオ!〔SABON Japan〕（2011年9月7日 - 2017年1月25日）
  - 志のエネルギー〔グループダイナミックス研究所〕【柳平彬】（2019年4月5日 - 2019年6月28日）
  - #メカラジ〔Seibii〕【佐川悠、森日菜美】（2021年1月5日 - 2023年6月27日）
  - 木村洸士のわくわく不動産投資〔さくらいふ〕（2023年4月4日 - 2023年7月4日）
  - 埼玉 彩響のおもてなし〔ケーロッド〕【久礼亮一、尾花貴絵】（2018年4月3日 - 2025年5月27日）
  - 三浦崇宏と青木真也の「人生交差点」〔The Breakthrough Company GO〕【三浦崇宏、青木真也】（2023年8月9日 - 2025年6月25日）

### その他のバラエティ
- 日本テレビ 番組宣伝
  - 日テレブランド（2003年9月終了）
  - 島崎和歌子のイベントジャングル【島崎和歌子】（2003年9月終了）
  - 赤坂泰彦のSUPER EVENT EXPRESS!【赤坂泰彦】（2003年10月 - 2008年9月26日）
  - 日テレブックマーク（2003年10月 - 2009年3月27日）
  - テレアナランド（2013年10月26日終了）
  - 今日も日テレ（2003年10月 - 2014年9月25日）
  - 坂上みきのエンタメgogo!【坂上みき】（2008年9月29日 - 2025年3月28日）
- ラジオ日本 番組宣伝
  - そのまんま美川のjorf.jp【そのまんま美川】（2005年10月 - 2006年9月）
  - RFガイド（2012年3月終了）
  - 開局60周年 ラジオ日本インフォメーション（2018年7月6日 - 2019年3月29日）
- ラジカントロプス
  - ラジカントロプスA.D.2000（1999年10月開始）
  - ラジカントロプス2.0（2007年8月3日 - 2015年3月23日）
  - ラジカントロプスNEXT（2015年3月30日 - 2016年9月26日）
- 日曜22:30枠
  - Salley's Studio【Salley】（2017年4月2日 - 2018年4月1日）
  - Fuki Communeの奇妙な日曜日【Fuki】（2018年4月8日 - 2019年3月31日）
  - WEBERのうぇばラジ【WEBER】（2019年4月7日 - 2021年3月28日）
  - アンジェネレーションラジオ【アンジェリーナ1/3（Gacharic Spin）】（2021年4月4日 - 2022年3月27日）
  - 高田秋のFEEL SHU NICE!【高田秋】（2022年4月3日 - 2025年3月30日）
- 俳優パーソナリティ
  - 早瀬久美のお友ダチ【早瀬久美】（2006年4月 - 2006年9月）
  - 中野英雄のおやじでいこう【中野英雄】（2006年4月 - 2006年9月）
  - 京本政樹のおもしろウォーカー【京本政樹】（2007年終了）
  - 裕之・めぐみの今夜は本音で【渡辺裕之、麻丘めぐみ】（2007年10月 - 2008年3月）
  - 小高麻友美のブロードキャストタイム（2009年4月2日 - 2009年6月4日）
  - 秀二郎のDawnDawn行こう!【水元秀二郎】（2009年8月4日 - 2009年12月29日）
  - 沢竜二・人生芝居!【沢竜二】（2017年7月3日 - 2017年12月25日）
- 放送作家パーソナリティ
  - 昨日のつづき【前田武彦、大橋巨泉】（1959年7月 - 1971年3月）
  - 元爆と敬一のラジオDEシクヨロ!【元祖爆笑王、井上敬一】（2007年4月 - 2012年3月26日）
  - はかま満緒の話のタネ（2008年5月5日 - 2015年3月30日）
  - カフェ・ラ・テ【東海林桂、さらだたまこ】（2007年9月30日 - 2016年9月29日）
- アナウンサー冠番組（上記以外）
  - お目ざめですか ミツコです【深澤美津子】
  - 長崎たかしのおはようポートサイド6
  - 長崎たかしショー
  - 大林晃ショー
  - 窪田康夫アワー【窪田康夫】
  - きみえの!ラジオ虫【鈴木君枝】（2000年10月 - 2001年3月）
  - 斉藤アンコーの朝まで待てない【斉藤安弘】（2010年4月5日 - 2012年3月26日）
  - 袴田彩会の発見してしまいました!【袴田彩会】（2022年1月6日 - 2022年12月29日）
  - 袴田彩会のSecret base【袴田彩会】（2023年2月2日 - 2024年3月28日）
- 宮川賢（上記以外）
  - 冗談スナイパー【宮川賢、DreamZone】（2020年1月4日 - 2020年4月25日）
  - 宮川賢MT【宮川賢】（2018年4月6日 - 2022年12月30日）
  - 政国燦多朗 スコやかアドベンチャー【政国燦多朗】（2023年1月7日（6日深夜） - 2023年4月1日（3月31日深夜））
  - アメニティルーム【宮川賢】（2024年4月6日 - 2024年9月28日）
- 芸能人・文化人パーソナリティ（上記以外）
  - ケーシーの朝だゾ・セニョール
  - 長谷川和彦のゴジラ・バラエティー【長谷川和彦】（1984年10月 - 1985年3月）
  - 究極ワイド乱一世【乱一世】
  - スポーツ気分で遊ING【乱一世】
  - ミッキー安川の毎日が勝負
  - パケdioキャバクラチャンネル【すぎはら美里】（2005年12月13日開始）
  - マネースポーツ【マット安川】
  - マツカズ・あさみんのHawaiian Rainbow【松本和巳、安倍麻美】（2007年4月 - 2007年9月）
  - マツカズ・千里のHawaiian Rainbow【松本和巳、森下千里】（2007年10月 - 2008年3月）
  - 敏と直樹と丈二のガッツリナイト【石川敏男、上野直樹、横澤丈二】（2007年4月 - 2008年3月）
  - 加納典明の男のやりたい放題【加納典明】（2007年10月 -2008年9月24日）
  - （秘）ミッツラジオ【ミッツ・マングローブ】（2010年10月1日 - 2011年3月25日）
  - 大人の愚問【沖直実】（2010年4月3日 - 2011年3月26日）
  - くず哲也のまじめ半分おもしろ半分【くず哲也】（2010年4月7日 - 2011年6月1日）
  - Marumaru Lounge 夜の賢人たち【丸々もとお】（2018年4月3日 - 2020年3月25日）
  - ハッピーラッキーミラクルタイム【ハッピーラッキーミラクル大仙人】（2020年11月6日 - 2021年3月26日）
  - 竹村哲のアキラめないで!【竹村哲】（2021年6月20日 - 2021年9月26日）
  - 後藤麻衣の心配ないさぁ〜!!【後藤麻衣、大西ライオン】（2011年7月1日 - 2022年1月28日）
  - 竹村哲のアキラめないで!〜Season2〜【竹村哲】（2022年8月5日 - 2022年11月4日）
  - マットとかなめの価値組Sunday!【マット安川、凰稀かなめ】（2020年4月5日 - 2023年3月25日）
  - 鮎川優のミッドナイトニッポン（2017年8月2日 - 2023年7月26日）
  - タカハシシンノスケ鈴木浩文はラジオがやりたい。【タカハシシンノスケ、鈴木浩文】（2023年10月2日 - 2024年12月30日）
  - ミックスシャワー【尻間泉花、実愛】（2023年4月1日 - 2025年3月28日）
  - 山川ひろみのSTART DASH!【山川ひろみ】（2023年10月6日 - 2025年3月28日）
- その他
  - リビングワイド1420→リビングワイド1422
  - 男のラジオToNight
  - ラジオスペシャル90
  - 見知らぬあなたへ
  - ダイヤル1420
  - ミッドナイト・クルージング
  - ラジオ面白倶楽部
  - 朝までラジオ
  - 今夜も気ままに
  - ラジオ・ザ・ベスト
  - アナゴジラ
  - ちょっと危険い120分
  - 夜刊ラジオな時間
  - コンピュレ&BOXワールド（2003年10月開始）
  - フリートーカーKING
  - フリートーカーJ!
  - kiwano no KOKORO（2007年開始）
  - 90's ヴォイス（2007年10月 - 2008年3月）
  - うしろ姿のお付き合い!（2009年1月27日終了）
  - ラジオ日本開局50周年記念スペシャル（2008年3月31日 - 2009年4月1日）
  - カフェ・コンチェルト（2009年4月4日 - 2009年9月26日）
  - コンセン!（2008年 - 2010年8月29日）
  - くつろぎラジオ「ちょっとお邪魔します」（2011年8月3日 - 2012年3月28日）
  - I LOVE BEAUTY（2012年5月2日 - 2015年3月27日）
  - RADIOジュエルBOX クジハンズ（2015年4月4日 - 2017年3月25日）
  - ヒューマントーク 〜あの日あの時〜〔創価学会〕（2004年11月 - 2024年3月30日）

### 宗教
- 創価学会
  - ビバ!地球市民・素晴らしき出会い
  - 朗読 香峯子抄〜夫・池田大作と歩んだひとすじの道〜（2010年2月6日 - 2010年5月1日）
  - 朗読「母の詩・すべての母に感謝の花束を」（2012年10月7日 - 2013年3月31日）
  - 希望の詩〜桂冠詩人の世界〜（2013年10月6日 - 2014年3月30日）
  - ヒューマントーク 〜あの日あの時〜（2004年11月 - 2024年3月30日）
- 阿含宗
  - 阿含名作シリーズ（2013年8月25日終了）
  - さあ、やるぞ かならず勝つ（2013年9月29日終了）
- その他
  - 光とともに〔セブンスデー・アドベンチスト教会〕（2003年9月終了）
  - 円応教の時間〔円応教〕
  - 高野山の時間〔高野山真言宗〕
  - 吉澤順將上人の人生相談〔日蓮宗三尊教会〕（2003年開始）
  - 大徳寺昭輝昔ばなし（2004年10月 - 2006年9月）
  - あさのことば〔日本キリスト改革派教会〕（2013年9月28日終了）
  - 仏法と孝道〔孝道教団〕（1980年4月 - 2017年3月25日）
  - モラジオちょっといい話〔モラロジー研究所〕（2017年10月2日 - 2018年3月26日）
  - 心のいこい〔念法眞教〕（1980年4月 - 2020年3月31日）
  - 天理教の時間〔天理教、天理教道友社〕（2023年3月25日終了）

### 他社制作
- ラジオ大阪OBC
  - 狩人 ときめきの扉（2003年9月 - 2004年3月）
  - ぶっちゃけTALK RADIO ギリ☆モザ（2009年6月6日 - 2010年4月3日）
  - キングオブコメディのカネとコメ（2010年10月8日 - 2011年4月1日）
  - プレステージナイト キラキラ吾郎（2010年1月6日 - 2012年4月25日）
  - プレステージナイト2nd カラテカリ〜ナ（2012年5月2日 - 2012年12月26日）
  - OBCシネマ同好会（2018年4月3日 - 2019年3月26日）
  - 土曜のYOU【池永由宇】（2019年1月3日 - 2019年4月25日）
  - こだわりシニアンナ（2019年4月9日 - 2020年3月31日）
  - 近兼拓史のウィークリーワールドニュース【近兼拓史】（2015年1月2日 - 2025年6月25日）
- KBS京都
  - 拡散希望!!三上たかしのツブヤキ!!（2018年1月1日 - 2018年6月25日）
- ラジオ関西
  - 梶幹雄の歌謡深夜便【梶幹雄】（2010年4月7日 - 2010年12月29日）
  - 今井宏美のテイク・ア・ブレイク（2021年3月31日 - 2022年3月30日）
  - 加藤登紀子の地球に乾杯!（2008年10月1日 - 2022年6月29日）
  - アナログ・コネクション（2022年4月15日 - 2025年3月21日）
  - YUASA M&B presents 丸岡いずみのハートにチャージ!【丸岡いずみ】（2024年7月2日 - 2025年3月25日）
  - KOBE JAZZ-PHONIC RADIO（2022年4月7日 - 2025年3月27日）
  - レコードアーカイブス（2022年4月7日 - 2025年3月27日）
- CBCラジオ
  - MiNoの幸せ時間（2009年4月5日 - 2014年10月4日）
- 東海ラジオ
  - 都一中の我ら夢中人【都一中】（2007年10月7日 - 2012年3月25日）
- TBC東北放送
  - 宮川賢のまつぼっくり王国（2010年4月3日 - 2017年9月30日）
- KNB北日本放送
  - 柴田理恵の井戸端ラヂオ（2008年 - 2009年3月28日）
  - 志の輔・シゲルのてるてるシゲシゲ 【立川志の輔、室井滋】（2009年5月2日 - 2013年10月5日）
  - ほ〜ムズッ!?母心探偵社【母心】（2013年10月12日 - 2014年1月4日）
  - 志の輔&もみの師匠!コレ知ってます?【立川志の輔、長江もみ】（2014年1月11日 - 2017年9月30日）
- KBCラジオ
  - ミヤリサン製薬 ラジオ劇場 下町ロケット（2020年10月6日 - 2024年9月24日）
- BeFM（青森県八戸市）
  - 十日市秀悦のえふりこぎてゴメン【十日市秀悦】（2008年10月2日 - 2009年5月30日）
- スバルプランニング
  - 岸本ゆきえのJumpin'Music【岸本ゆきえ】（2003年9月終了）
  - アグネスのサニーサイドUP!【アグネス・チャン】（2003年4月 - 2007年3月）
  - 大徳寺圭のI LOVE 70's【大光寺圭】（2008年9月26日終了）
  - 柏原芳恵のJumpin'Music【柏原芳恵】（2006年10月 - 2008年10月31日）
  - 水野浩二のアジアステーション（2009年6月27日終了）
  - マイハートフルSONG（2009年9月26日終了）

## 公式基本番組表
RFラジオ日本では3か月ごと（1月、4月、7月、10月）に基本番組表を発行している。サイズは297×841mm（A4×4）。
番組表の請求は東京本社あてに
〒106-8039
東京都港区麻布台2-2-1 麻布台ビル
ラジオ日本編成業務部「タイムテーブル係」
郵送料として下記の額の切手を同封する。
| 部数 | 状態     | 切手  |
| ---- | -------- | ----- |
| 1部  | 折曲圧縮 | 110円 |
| 2部  | そのまま | 180円 |
| 3部  | そのまま | 270円 |